# فهرست دانشگاه‌های ایران
فهرست زیر مراکز آموزشی فعال در نظام آموزش عالی ایران را نشان می‌دهد. بر پایهٔ واپسین داده‌های سال ۱۳۹۷، ۳۰۰ مؤسسه و مرکز آموزش دانشگاه جامع علمی کاربردی، ۸۰ واحد و مرکز دانشگاه پیام نور، ۶۰ واحد دانشگاه آزاد اسلامی و ۴۹ دانشگاه و مؤسسه آموزش عالی غیرانتفاعی از شمار دانشگاه‌های ایران کاسته شد. با این وجود در همان سال شمار دانشگاه‌های ایرانی در نظام‌های رتبه‌بندی مختلف از جمله تایمز و شانگهای افزایش پیدا کرد. ایران تا سال ۱۴۰۲ دارای ۲۱۸۳ دانشگاه بود. در خرداد ۱۴۰۲، وزارت علوم با انتشار خبری اعلام کرد که قصد دارد با اجرای سیستم سیاست آمایش دانشگاه‌ها، تعداد دانشگاه‌های ایرانی را با کاهش و ادغام به حدود ۴۰۰ دانشگاه برساند، معاون آموزشی وزیر علوم، تحقیقات و فناوری نیز گفت: حدود یک‌هزار و صد کد رشته محل در مقطع کارشناسی ارشد از دفترچه کنکور حذف شده‌است.

## دانشگاه‌های دولتی
افزون بر دانشگاه‌ها و مراکز آموزش عالی وابسته به وزارتخانه‌های علوم تحقیقات و فناوری و بهداشت، درمان و آموزش پزشکی، مراکز دیگری نیز با کسب مجوز از وزارت علوم، تحقیقات و فناوری دانشجو می‌پذیرند. از جمله این مراکز، دانشگاه فرهنگیان (مراکز تربیت معلم) وابسته به وزارت آموزش و پرورش و مؤسسات آموزش عالی وابسته به سایر وزارتخانه‌ها هستند.

### دانشگاه‌های وزارت علوم، تحقیقات و فناوری
فهرست زیر شامل دانشگاه‌ها، دانشکده‌ها، موسسات و مراکز آموزش و تربیت دانشجویی می‌باشد که زیر نظر وزارت علوم، تحقیقات و فناوری اداره می‌شوند.
| نام دانشگاه                                 | شهر         | تأسیس | تعداد دانشکده | وبگاه    | توضیحات |
| ------------------------------------------- | ----------- | ----- | ------------- | -------- | ------- |
| دانشگاه آیت‌الله بروجردی                     | بروجرد      | ۱۳۸۵  | ۳             | وبگاه    |         |
| دانشگاه اراک                                | اراک        | ۱۳۵۰  | ۸             | وبگاه    |         |
| دانشگاه اردکان                              | اردکان      | ۱۳۸۸  | ۴             | وبگاه    |         |
| دانشگاه ارومیه                              | ارومیه      | ۱۳۴۴  | ۱۲            | وبگاه    |         |
| دانشگاه اصفهان                              | اصفهان      | ۱۳۲۵  | ۱۴            | ui.ac.ir |         |
| دانشگاه الزهرا                              | تهران       | ۱۳۴۳  | ۱۰            | وبگاه    |         |
| دانشگاه ایلام                               | ایلام       | ۱۳۵۵  | ۷             | وبگاه    |         |
| دانشگاه بجنورد                              | بجنورد      | ۱۳۸۴  | ۴             | وبگاه    |         |
| دانشکده فنی شهید بهشتی کرج                  | کرج         | ۱۳۷۴  | ۳             | وبگاه    |         |
| دانشگاه بناب                                | بناب        | ۱۳۷۵  | ۳             | وبگاه    |         |
| دانشگاه بوعلی سینا همدان                    | همدان       | ۱۳۵۳  | ۱۳            | وبگاه    |         |
| دانشگاه بیرجند                              | بیرجند      | ۱۳۵۴  | ۱۱            | وبگاه    |         |
| دانشگاه بین‌المللی امام خمینی                | قزوین       | ۱۳۷۰  | ۶             | وبگاه    |         |
| دانشگاه تبریز                               | تبریز       | ۱۳۲۶  | ۲۰            | وبگاه    |         |
| دانشگاه تحصیلات تکمیلی صنعتی کرمان          | کرمان       | ۱۳۸۶  | ۵             | وبگاه    |         |
| دانشگاه تحصیلات تکمیلی علوم پایه زنجان      | زنجان       | ۱۳۷۱  | ۶             | وبگاه    |         |
| دانشگاه تخصصی فناوری‌های نوین آمل            | آمل         | ۱۳۹۲  | ۴             | وبگاه    |         |
| دانشگاه تربت حیدریه                         | تربت حیدریه | ۱۳۸۴  | ۲             | وبگاه    |         |
| دانشگاه تربیت دبیر شهید رجایی               | تهران       | ۱۳۵۷  | ۹             | وبگاه    |         |
| دانشگاه تربیت مدرس                          | تهران       | ۱۳۶۰  | ۱۷            | وبگاه    |         |
| دانشگاه تفرش                                | تفرش        | ۱۳۶۷  | ۸             | وبگاه    |         |
| دانشگاه تهران                               | تهران       | ۱۳۱۳  | ۲۴            | وبگاه    |         |
| دانشگاه جیرفت                               | جیرفت       | ۱۳۶۸  | ۵             | وبگاه    |         |
| دانشگاه جهرم                                | جهرم        | ۱۳۵۲  | ۴             | وبگاه    |         |
| دانشگاه حضرت نرجس رفسنجان                   | رفسنجان     | ۱۳۹۱  | ۱             | وبگاه    |         |
| دانشگاه حکیم سبزواری                        | سبزوار      | ۱۳۶۶  | ۱۰            | وبگاه    |         |
| دانشگاه خلیج فارس بوشهر                     | بوشهر       | ۱۳۷۱  | ۸             | وبگاه    |         |
| دانشگاه خوارزمی                             | تهران       | ۱۲۹۷  | ۱۴            | وبگاه    |         |
| دانشگاه دامغان                              | دامغان      | ۱۳۶۸  | ۸             | وبگاه    |         |
| دانشگاه حضرت معصومه                         | قم          | ۱۳۸۶  | ۱             | وبگاه    |         |
| دانشگاه دریانوردی و علوم دریایی چابهار      | چابهار      | ۱۳۵۵  | ۳             | وبگاه    |         |
| دانشگاه رازی کرمانشاه                       | کرمانشاه    | ۱۳۵۱  | ۱۳            | وبگاه    |         |
| دانشگاه زابل                                | زابل        | ۱۳۵۷  | ۹             | وبگاه    |         |
| دانشگاه زنجان                               | زنجان       | ۱۳۵۳  | ۵             | وبگاه    |         |
| دانشگاه سلمان فارسی کازرون                  | کازرون      | ۱۳۷۲  | ۴             | وبگاه    |         |
| دانشگاه سید جمال‌الدین اسدآبادی              | اسدآباد     | ۱۳۹۰  | ۴             | وبگاه    |         |
| دانشگاه سمنان                               | سمنان       | ۱۳۵۳  | ۲۴            | وبگاه    |         |
| دانشگاه سیستان و بلوچستان                   | زاهدان      | ۱۳۵۳  | ۱۲            | وبگاه    |         |
| دانشگاه شاهد                                | تهران       | ۱۳۶۹  | ۱۰            | وبگاه    |         |
| دانشگاه بین‌المللی مذاهب اسلامی              | تهران       | ۱۳۷۱  | ۳             | وبگاه    |         |
| دانشگاه شهرکرد                              | شهرکرد      | ۱۳۵۶  | ۸             | وبگاه    |         |
| دانشگاه شهید باهنر کرمان                    | کرمان       | ۱۳۵۱  | ۱۱            | وبگاه    |         |
| دانشگاه شهید بهشتی                          | تهران       | ۱۳۳۸  | ۱۹            | وبگاه    |         |
| دانشگاه شهید چمران اهواز                    | اهواز       | ۱۳۳۴  | ۱۵            | وبگاه    |         |
| دانشگاه شهید مدنی آذربایجان                 | تبریز       | ۱۳۶۴  | ۷             | وبگاه    |         |
| دانشگاه شیراز                               | شیراز       | ۱۳۲۵  | ۱۵            | وبگاه    |         |
| دانشگاه صنعتی اراک                          | اراک        | ۱۳۶۷  | ۴             | وبگاه    |         |
| دانشگاه صنعتی ارومیه                        | ارومیه      | ۱۳۸۴  | ۳             | وبگاه    |         |
| دانشگاه صنعتی اصفهان                        | اصفهان      | ۱۳۵۶  | ۱۴            | وبگاه    |         |
| دانشگاه صنعتی امیرکبیر                      | تهران       | ۱۳۳۷  | ۲۰            | وبگاه    |         |
| دانشگاه صنعتی بیرجند                        | بیرجند      | ۱۳۸۶  | ۳             | وبگاه    |         |
| دانشگاه صنعتی جندی‌شاپور                     | دزفول       | ۱۳۵۱  | ۵             | وبگاه    |         |
| دانشگاه صنعتی خاتم‌الانبیا                   | بهبهان      | ۱۳۸۰  | ۳             | وبگاه    |         |
| دانشگاه صنعتی خواجه نصیرالدین طوسی          | تهران       | ۱۳۰۷  | ۱۱            | وبگاه    |         |
| دانشگاه صنعتی سهند                          | سهند        | ۱۳۶۹  | ۷             | وبگاه    |         |
| دانشگاه صنعتی سیرجان                        | سیرجان      | ۱۳۷۱  | ۶             | وبگاه    |         |
| دانشگاه صنعتی شاهرود                        | شاهرود      | ۱۳۵۲  | ۱۴            | وبگاه    |         |
| دانشگاه صنعتی شریف                          | تهران       | ۱۳۴۴  | ۱۵            | وبگاه    |         |
| دانشگاه صنعتی شهدای هویزه                   | سوسنگرد     | ۱۳۸۸  | ۲             | وبگاه    |         |
| دانشگاه صنعتی شیراز                         | شیراز       | ۱۳۴۳  | ۱۰            | وبگاه    |         |
| دانشگاه صنعتی قم                            | قم          | ۱۳۸۷  | ۳             | وبگاه    |         |
| دانشگاه صنعتی قوچان                         | قوچان       | ۱۳۸۵  | ۱             | وبگاه    |         |
| دانشگاه صنعتی کرمانشاه                      | کرمانشاه    | ۱۳۸۶  | ۴             | وبگاه    |         |
| دانشگاه صنعتی نوشیروانی بابل                | بابل        | ۱۳۴۸  | ۶             | وبگاه    |         |
| دانشگاه صنعتی همدان                         | همدان       | ۱۳۸۳  | ۳             | وبگاه    |         |
| دانشگاه علامه طباطبایی                      | تهران       | ۱۳۶۳  | ۱۳            | وبگاه    |         |
| دانشگاه علم و صنعت ایران                    | تهران       | ۱۳۴۱  | ۱۵            | وبگاه    |         |
| دانشگاه علم و فناوری مازندران               | بهشهر       | ۱۳۷۳  | ۳             | وبگاه    |         |
| دانشگاه علوم و فنون دریایی خرمشهر           | خرمشهر      | ۱۳۵۵  | ۴             | وبگاه    |         |
| دانشگاه علوم کشاورزی و منابع طبیعی ساری     | ساری        | ۱۳۵۳  | ۸             | وبگاه    |         |
| دانشگاه علوم کشاورزی و منابع طبیعی گرگان    | گرگان       | ۱۳۳۶  | ۹             | وبگاه    |         |
| دانشگاه فردوسی مشهد                         | مشهد        | ۱۳۲۸  | ۱۳            | وبگاه    |         |
| دانشگاه فرزانگان سمنان                      | سمنان       | ۱۳۹۲  | ۱             | وبگاه    |         |
| دانشگاه فسا                                 | فسا         | ۱۳۸۵  | ۴             | وبگاه    |         |
| دانشگاه قم                                  | قم          | ۱۳۵۸  | ۶             | وبگاه    |         |
| دانشگاه کاشان                               | کاشان       | ۱۳۵۲  | ۱۱            | وبگاه    |         |
| دانشگاه کردستان                             | سنندج       | ۱۳۵۳  | ۸             | وبگاه    |         |
| دانشگاه کشاورزی و منابع طبیعی رامین         | ملاثانی     | ۱۳۳۴  | ۴             | وبگاه    |         |
| دانشگاه کوثر بجنورد                         | بجنورد      | ۱۳۹۱  | ۲             | وبگاه    |         |
| دانشگاه گرمسار                              | گرمسار      | ۱۳۹۰  | ۱             | وبگاه    |         |
| دانشگاه گلستان                              | گرگان       | ۱۳۸۷  | ۴             | وبگاه    |         |
| دانشگاه گنبد کاووس                          | گنبد کاووس  | ۱۳۸۸  | ۵             | وبگاه    |         |
| دانشگاه گیلان                               | رشت         | ۱۳۵۳  | ۱۰            | وبگاه    |         |
| دانشگاه لرستان                              | خرم‌آباد     | ۱۳۵۶  | ۶             | وبگاه    |         |
| دانشگاه مازندران                            | بابلسر      | ۱۳۵۸  | ۱۳            | وبگاه    |         |
| دانشگاه محقق اردبیلی                        | اردبیل      | ۱۳۵۷  | ۸             | وبگاه    |         |
| دانشگاه مراغه                               | مراغه       | ۱۳۶۶  | ۴             | وبگاه    |         |
| دانشگاه ملایر                               | ملایر       | ۱۳۷۰  | ۷             | وبگاه    |         |
| دانشگاه مهندسی علوم و فناوری‌های نوین گلبهار | گلبهار      | ۱۳۹۰  | ۳             | وبگاه    |         |
| دانشگاه میبد                                | میبد        | ۱۳۷۴  | ۳             | وبگاه    |         |
| دانشگاه نیشابور                             | نیشابور     | ۱۳۷۳  | ۴             | وبگاه    |         |
| دانشگاه ولایت ایرانشهر                      | ایرانشهر    | ۱۳۷۲  | ۵             | وبگاه    |         |
| دانشگاه ولی‌عصر رفسنجان                      | رفسنجان     | ۱۳۶۹  | ۷             | وبگاه    |         |
| دانشگاه هرمزگان                             | بندرعباس    | ۱۳۷۰  | ۶             | وبگاه    |         |
| دانشگاه هنر اسلامی تبریز                    | تبریز       | ۱۳۷۸  | ۸             | وبگاه    |         |
| دانشگاه هنر اصفهان                          | اصفهان      | ۱۳۵۵  | ۵             | وبگاه    |         |
| دانشگاه هنر تهران                           | تهران       | ۱۳۳۹  | ۷             | وبگاه    |         |
| دانشگاه هنر شیراز                           | شیراز       | ۱۳۹۰  | ۵             | وبگاه    |         |
| دانشگاه یاسوج                               | یاسوج       | ۱۳۶۲  | ۵             | وبگاه    |         |
| دانشگاه یزد                                 | یزد         | ۱۳۶۶  | ۱۴            | وبگاه    |         |

### دانشگاه‌های وزارت آموزش و پرورش

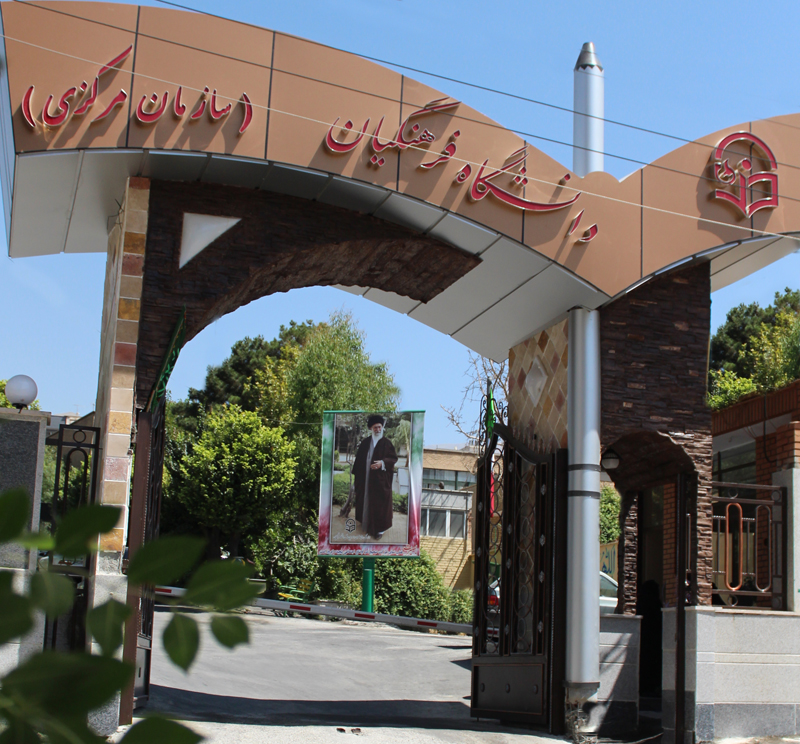
سردر سازمان مرکزی دانشگاه فرهنگیان

دانشگاه فرهنگیان برای تربیت معلمان و آموزش و بهسازی نیروی انسانی وزارت آموزش و پرورش در ایران است. این دانشگاه در دی ۱۳۹۰، با تصویب شورای عالی انقلاب فرهنگی و با تجمیع کلیه مراکز تربیت معلم سراسر ایران تأسیس شد. سازمان مرکزی این دانشگاه، در تهران مستقر بوده و ۳۲ پردیس برادران و ۳۲ پردیس خواهران در استان‌ها (۳۱ استان و یک پردیس برای شهرستان‌های استان تهران) راه‌اندازی شده‌اند. رجبعلی برزویی رئیس کنونی این دانشگاه است.
| استان               | پردیس‌ها                          | مراکز آموزش عالی | وبگاه | توضیحات |
| ------------------- | -------------------------------- | --- | ----- | ------- |
| آذربایجان شرقی      | پردیس علامه امینی تبریز          | | وبگاه |         |
| آذربایجان شرقی      | پردیس فاطمه الزهرا (س) تبریز     | | وبگاه |         |
| آذربایجان غربی      | پردیس شهید رجایی ارومیه          | - مرکز آموزش عالی شهید مطهری خوی - مرکز آموزش عالی امام خمینی سلماس                                                                                | وبگاه |         |
| آذربایجان غربی      | پردیس علامه طباطبایی ارومیه      | | وبگاه |         |
| اردبیل              | پردیس علامه طباطبایی اردبیل      | - مرکز آموزش عالی آزادگان نیر | وبگاه |         |
| اردبیل              | پردیس بنت‌الهدی صدر اردبیل        | | وبگاه |         |
| اصفهان              | پردیس شهید باهنر اصفهان          | - مرکز آموزش عالی دکتر آیت نجف‌آباد - مرکز آموزش عالی شهید رجایی اصفهان                                                                             | وبگاه |         |
| اصفهان              | پردیس فاطمه الزهرا (س) اصفهان    | - مرکز آموزش عالی امام خمینی کاشان | وبگاه |         |
| البرز               | پردیس امیر کبیر کرج              | | وبگاه |         |
| البرز               | پردیس حکیم ابوالقاسم فردوسی کرج  | | وبگاه |         |
| ایلام               | پردیس امام جعفر صادق ایلام       | | وبگاه |         |
| ایلام               | پردیس شهید مدرس ایلام            | | وبگاه |         |
| بوشهر               | پردیس علامه طباطبایی بوشهر       | | وبگاه |         |
| بوشهر               | پردیس بنت‌الهدی صدر بوشهر         | | وبگاه |         |
| تهران               | پردیس نسیبه تهران                | - مرکز آموزش عالی شهید باهنر تهران - مرکز آموزش عالی شهید شرافت تهران - مرکز آموزش عالی عترت واوان                                                 | وبگاه |         |
| تهران               | پردیس شهید چمران تهران           | - مرکز آموزش عالی بلال حبشی تهران - مرکز آموزش عالی شهید بهشتی تهران - مرکز آموزش عالی شهدای مکه تهران                                             | وبگاه |         |
| تهران               | پردیس زینبیه پیشوا               | | وبگاه |         |
| تهران               | پردیس شهید مفتح شهر ری           | | وبگاه |         |
| چهارمحال و بختیاری  | پردیس بحرالعلوم شهرکرد           | | وبگاه |         |
| چهارمحال و بختیاری  | پردیس شهید باهنر شهرکرد          | | وبگاه |         |
| خراسان جنوبی        | پردیس شهید باهنر بیرجند          | | وبگاه |         |
| خراسان جنوبی        | پردیس امام سجاد بیرجند           | - مرکز آموزش عالی بنت‌الهدی صدر فردوس | وبگاه |         |
| خراسان رضوی         | پردیس شهید دکتر بهشتی مشهد       | - مرکز آموزش عالی دانشور نیشابور - مرکز آموزش عالی ثامن‌الحجج مشهد - مرکز آموزش عالی شهید رجائی تربت حیدریه - مرکز آموزش عالی علامه طباطبایی سبزوار | وبگاه |         |
| خراسان رضوی         | پردیس شهید هاشمی نژاد مشهد       | | وبگاه |         |
| خراسان شمالی        | پردیس امام محمد باقر بجنورد      | | وبگاه |         |
| خراسان شمالی        | پردیس امام جعفر صادق بجنورد      | | وبگاه |         |
| خوزستان             | پردیس حضرت رسول اکرم اهواز       | - مرکز آموزش عالی امام جعفر صادق بهبهان - مرکز آموزش عالی شیخ مرتضی انصاری دزفول - مرکز آموزش عالی امام رضا اندیمشک                                | وبگاه |         |
| خوزستان             | پردیس فاطمه الزهرا اهواز         | - مرکز آموزش عالی حضرت خدیجه کبری دزفول | وبگاه |         |
| زنجان               | پردیس شهید بهشتی زنجان           | | وبگاه |         |
| زنجان               | پردیس الزهرا زنجان               | | وبگاه |         |
| سمنان               | پردیس شهید رجایی سمنان           | | وبگاه |         |
| سمنان               | پردیس الزهرا سمنان               | | وبگاه |         |
| سیستان و بلوچستان   | پردیس شهید مطهری زاهدان          | - مرکز آموزش عالی شهید حسینی طباطبایی زاهدان | وبگاه |         |
| سیستان و بلوچستان   | پردیس رسالت زاهدان               | | وبگاه |         |
| فارس                | پردیس شهید رجایی شیراز           | - مرکز آموزش عالی بعثت شیراز - مرکز آموزش عالی شهید بهشتی اقلید - مرکز آموزش عالی شهید مطهری زرقان                                                 | وبگاه |         |
| فارس                | پردیس شهید باهنر شیراز           | - مرکز آموزش عالی سلمان فارسی شیراز - مرکز آموزش عالی زینب کبری کازرون - مرکز آموزش عالی لارستان                                                   | وبگاه |         |
| قزوین               | پردیس شهید رجایی قزوین           | | وبگاه |         |
| قزوین               | پردیس بنت‌الهدی صدر قزوین         | | وبگاه |         |
| قم                  | پردیس آیت‌الله طالقانی قم         | مرکز آموزش عالی شهید مدنی قم | وبگاه |         |
| قم                  | پردیس حضرت معصومه قم             | | وبگاه |         |
| کردستان             | پردیس شهید مدرس سنندج            | | وبگاه |         |
| کردستان             | پردیس بنت‌الهدی صدر سنندج         | | وبگاه |         |
| کرمان               | پردیس خواجه نصیرالدین طوسی کرمان | | وبگاه |         |
| کرمان               | پردیس شهید باهنر کرمان           | | وبگاه |         |
| کرمانشاه            | پردیس شهید رجایی کرمانشاه        | | وبگاه |         |
| کرمانشاه            | پردیس شهید صدوقی کرمانشاه        | | وبگاه |         |
| کهگیلویه و بویراحمد | پردیس شهید ایزدپناه یاسوج        | | وبگاه |         |
| کهگیلویه و بویراحمد | پردیس کوثر یاسوج                 | | وبگاه |         |
| گلستان              | پردیس آیت‌الله خامنه‌ای گرگان      | - مرکز آموزش عالی شهید بهشتی گنبدکاووس | وبگاه |         |
| گلستان              | پردیس امام خمینی گرگان           | | وبگاه |         |
| گیلان               | پردیس امام علی رشت               | | وبگاه |         |
| گیلان               | پردیس بنت‌الهدی صدر رشت           | | وبگاه |         |
| لرستان              | پردیس آیت‌الله کمالوند خرم‌آباد    | - مرکز آموزش عالی زینب کبری بروجرد | وبگاه |         |
| لرستان              | پردیس علامه طباطبایی خرم‌آباد     | - مرکز آموزش عالی شهید میرشاکی الیگودرز | وبگاه |         |
| مازندران            | پردیس دکتر شریعتی ساری           | - مرکز آموزش عالی شهید رجایی بابل - مرکز آموزش عالی شهید مطهری نوشهر                                                                               | وبگاه |         |
| مازندران            | پردیس صدیقه طاهره ساری           | - مرکز آموزش عالی بنت‌الهدی آمل - مرکز آموزش عالی حضرت فاطمه قائم‌شهر                                                                                | وبگاه |         |
| مرکزی               | پردیس شهید باهنر اراک            | | وبگاه |         |
| مرکزی               | پردیس زینب کبری اراک             | | وبگاه |         |
| هرمزگان             | پردیس شهید بهشتی بندرعباس        | | وبگاه |         |
| هرمزگان             | پردیس فاطمه الزهرا بندرعباس      | | وبگاه |         |
| همدان               | پردیس شهید باهنر همدان           | | وبگاه |         |
| همدان               | پردیس شهید مقصودی همدان          | مرکز آموزش عالی ابن سینا همدان | وبگاه |         |
| یزد                 | پردیس شهید پاک‌نژاد یزد           | | وبگاه |         |
| یزد                 | پردیس فاطمه الزهرا یزد           | | وبگاه |         |

### دانشگاه‌های صنعتی ملی مهارت (فنی و حرفه‌ای)

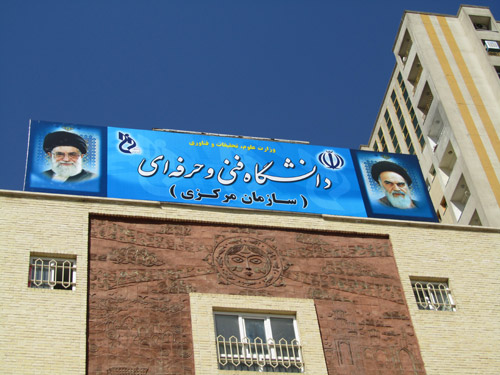
سازمان مرکزی دانشگاه فنی و حرفه‌ای

دانشگاه‌های صنعتی ملی مهارت تحت نظر وزارت علوم، تحقیقات و فناوری است که وظیفه مدیریت دانشکده‌ها و آموزشکده‌های فنی و حرفه‌ای سراسر کشور را بر عهده دارد. این دانشگاه با بیش از ۱۷۶ آموزشکده و دانشکده در سطح کشور و بیش از ۲۵۰ هزار دانشجو بزرگ‌ترین دانشگاه ایران است.
| استان               | دانشکده/آموزشکده                              | شهر           | جنسیت | توضیحات |
| ------------------- | --------------------------------------------- | ------------- | ----- | ------- |
| آذربایجان شرقی      | آموزشکده فنی و حرفه‌ای شهید چمران              | اهر           | پسر   |         |
| آذربایجان شرقی      | آموزشکده فنی و حرفه‌ای پسران سراب              | سراب          | پسر   |         |
| آذربایجان شرقی      | آموزشکده فنی و حرفه‌ای پسران شماره دو تبریز    | تبریز         | پسر   |         |
| آذربایجان شرقی      | آموزشکده فنی و حرفه‌ای پسران میانه             | میانه         | پسر   |         |
| آذربایجان شرقی      | آموزشکده فنی و حرفه‌ای دختران تبریز            | تبریز         | دختر  |         |
| آذربایجان شرقی      | آموزشکده فنی و حرفه‌ای دختران مراغه            | مراغه         | دختر  |         |
| آذربایجان شرقی      | آموزشکده فنی و کشاورزی پسران مراغه            | مراغه         | پسر   |         |
| آذربایجان شرقی      | دانشکده فنی و حرفه‌ای پسران شماره یک تبریز     | تبریز         | پسر   |         |
| آذربایجان غربی      | آموزشکده فنی و حرفه‌ای دختران ارومیه           | ارومیه        | دختر  |         |
| آذربایجان غربی      | آموزشکده فنی و حرفه‌ای شهید بهشتی              | ارومیه        | پسر   |         |
| آذربایجان غربی      | آموزشکده فنی و حرفه‌ای دختران خوی              | خوی           | دختر  |         |
| آذربایجان غربی      | دانشکده فنی و حرفه‌ای شهید قاضی طباطبایی       | ارومیه        | پسر   |         |
| اردبیل              | آموزشکده فنی و حرفه‌ای پسران اردبیل            | اردبیل        | پسر   |         |
| اردبیل              | آموزشکده فنی و حرفه‌ای پسران خلخال             | خلخال         | پسر   |         |
| اردبیل              | آموزشکده فنی و حرفه‌ای دختران اردبیل           | اردبیل        | دختر  |         |
| اصفهان              | آموزشکده فنی و حرفه‌ای پسران شاهین‌شهر          | شاهین‌شهر      | پسر   |         |
| اصفهان              | آموزشکده فنی و حرفه‌ای خوارزمی                 | شهرضا         | پسر   |         |
| اصفهان              | آموزشکده فنی و حرفه‌ای شهید رجایی              | کاشان         | پسر   |         |
| اصفهان              | آموزشکده فنی و حرفه‌ای شهدا                    | گلپایگان      | پسر   |         |
| اصفهان              | آموزشکده فنی و حرفه‌ای دختران اصفهان           | اصفهان        | دختر  |         |
| اصفهان              | آموزشکده فنی و حرفه‌ای دختران خوانسار          | خوانسار       | دختر  |         |
| اصفهان              | آموزشکده فنی و حرفه‌ای دختران کاشان            | کاشان         | دختر  |         |
| اصفهان              | آموزشکده فنی و حرفه‌ای سمیه                    | نجف‌آباد       | دختر  |         |
| اصفهان              | دانشکده فنی و حرفه‌ای شهید محسن مهاجر          | اصفهان        | پسر   |         |
| اصفهان              | دانشکده فنی و حرفه‌ای سروش                     | اصفهان        | پسر   |         |
| اصفهان              | آموزشکده فنی و حرفه‌ای دختران شهرضا            | شهرضا         | دختر  |         |
| اصفهان              | آموزشکده کشاورزی پسران حبیب‌آباد               | اصفهان        | پسر   |         |
| البرز               | آموزشکده فنی و حرفه‌ای دختران کرج              | کرج           | دختر  |         |
| البرز               | آموزشکده فنی و حرفه‌ای پسران کرج               | کرج           | پسر   |         |
| ایلام               | آموزشکده فنی و حرفه‌ای پسران ایلام             | ایلام         | پسر   |         |
| ایلام               | آموزشکده فنی و حرفه‌ای دختران ایلام            | ایلام         | دختر  |         |
| بوشهر               | آموزشکده فنی و حرفه‌ای پسران بوشهر             | بوشهر         | پسر   |         |
| بوشهر               | آموزشکده فنی و حرفه‌ای دختران بوشهر            | بوشهر         | دختر  |         |
| تهران               | دانشکده فنی و حرفه‌ای شهید شمسی‌پور             | تهران         | پسر   |         |
| تهران               | آموزشکده فنی و حرفه‌ای پسران صفادشت            | صفادشت        | پسر   |         |
| تهران               | آموزشکده فنی و حرفه‌ای ولیعصر                  | تهران         | دختر  |         |
| تهران               | آموزشکده کشاورزی پسران پاکدشت                 | پاکدشت        | پسر   |         |
| تهران               | آموزشکده کشاورزی پسران دماوند                 | دماوند        | پسر   |         |
| تهران               | دانشکده فنی و حرفه‌ای انقلاب اسلامی            | تهران         | پسر   |         |
| تهران               | دانشکده فنی و حرفه‌ای دکتر شریعتی              | تهران         | دختر  |         |
| تهران               | آموزشکده کشاورزی پسران شهریار                 | شهریار        | پسر   |         |
| چهارمحال و بختیاری  | آموزشکده فنی و حرفه‌ای دختران جونقان           | جونقان        | دختر  |         |
| چهارمحال و بختیاری  | آموزشکده فنی و حرفه‌ای پسران شهرکرد            | شهرکرد        | پسر   |         |
| چهارمحال و بختیاری  | آموزشکده فنی و حرفه‌ای پسران بروجن             | بروجن         | پسر   |         |
| چهارمحال و بختیاری  | آموزشکده کشاورزی پسران شهرکرد                 | شهرکرد        | پسر   |         |
| چهارمحال و بختیاری  | آموزشکده فنی و حرفه‌ای دختران شهرکرد           | شهرکرد        | دختر  |         |
| خراسان جنوبی        | آموزشکده فنی و حرفه‌ای پسران بیرجند            | بیرجند        | پسر   |         |
| خراسان جنوبی        | آموزشکده فنی و حرفه‌ای پسران طبس               | طبس           | پسر   |         |
| خراسان جنوبی        | آموزشکده فنی و حرفه‌ای پسران فردوس             | فردوس         | پسر   |         |
| خراسان جنوبی        | آموزشکده فنی و حرفه‌ای پسران قائن              | قائن          | پسر   |         |
| خراسان جنوبی        | آموزشکده فنی و حرفه‌ای دختران بیرجند           | بیرجند        | دختر  |         |
| خراسان رضوی         | آموزشکده فنی و حرفه‌ای پسران نیشابور           | نیشابور       | پسر   |         |
| خراسان رضوی         | آموزشکده فنی و حرفه‌ای دختران نیشابور          | نیشابور       | دختر  |         |
| خراسان رضوی         | آموزشکده کشاورزی پسران نیشابور                | نیشابور       | پسر   |         |
| خراسان رضوی         | آموزشکده فنی و حرفه‌ای پسران تربت حیدریه       | تربت حیدریه   | پسر   |         |
| خراسان رضوی         | آموزشکده فنی و حرفه‌ای پسران سبزوار            | سبزوار        | پسر   |         |
| خراسان رضوی         | آموزشکده فنی و حرفه‌ای ثامن‌الحجج               | مشهد          | پسر   |         |
| خراسان رضوی         | آموزشکده فنی و حرفه‌ای پسران گناباد            | گناباد        | پسر   |         |
| خراسان رضوی         | آموزشکده فنی و حرفه‌ای دختران سبزوار           | سبزوار        | دختر  |         |
| خراسان رضوی         | آموزشکده فنی و حرفه‌ای دختران مشهد             | مشهد          | دختر  |         |
| خراسان رضوی         | دانشکده فنی و حرفه‌ای شهید منتظری              | مشهد          | پسر   |         |
| خراسان رضوی         | آموزشکده فنی و حرفه‌ای پسران قوچان             | قوچان         | پسر   |         |
| خراسان شمالی        | آموزشکده فنی و حرفه‌ای پسران بجنورد            | بجنورد        | پسر   |         |
| خراسان شمالی        | آموزشکده فنی و حرفه‌ای پسران جاجرم             | جاجرم         | پسر   |         |
| خراسان شمالی        | آموزشکده فنی و حرفه‌ای پسران شیروان            | شیروان        | پسر   |         |
| خراسان شمالی        | آموزشکده کشاورزی پسران سمنگان                 | آشخانه        | پسر   |         |
| خراسان شمالی        | آموزشکده فنی و حرفه‌ای دختران بجنورد           | بجنورد        | دختر  |         |
| خوزستان             | آموزشکده فنی و حرفه‌ای پسران دزفول             | دزفول         | پسر   |         |
| خوزستان             | آموزشکده فنی و حرفه‌ای پسران شماره دو اهواز    | اهواز         | پسر   |         |
| خوزستان             | آموزشکده فنی و حرفه‌ای شهید چمران              | اهواز         | پسر   |         |
| خوزستان             | آموزشکده فنی و حرفه‌ای دختران اهواز            | اهواز         | دختر  |         |
| خوزستان             | آموزشکده کشاورزی پسران اهواز                  | اهواز         | پسر   |         |
| زنجان               | آموزشکده فنی و حرفه‌ای پسران زنجان             | زنجان         | پسر   |         |
| زنجان               | آموزشکده فنی و حرفه‌ای دختران زنجان            | زنجان         | دختر  |         |
| سمنان               | آموزشکده فنی و حرفه‌ای پسران سمنان             | سمنان         | پسر   |         |
| سمنان               | آموزشکده فنی و حرفه‌ای دختران شاهرود           | شاهرود        | دختر  |         |
| سمنان               | آموزشکده فنی و حرفه‌ای دختران سمنان            | سمنان         | دختر  |         |
| سمنان               | آموزشکده فنی و حرفه‌ای پسران امیریه            | امیریه        | پسر   |         |
| سیستان و بلوچستان   | آموزشکده فنی و حرفه‌ای پسران زابل              | زابل          | پسر   |         |
| سیستان و بلوچستان   | آموزشکده فنی و حرفه‌ای پسران شماره یک زاهدان   | زاهدان        | پسر   |         |
| سیستان و بلوچستان   | آموزشکده فنی و حرفه‌ای دختران زاهدان           | زاهدان        | دختر  |         |
| سیستان و بلوچستان   | آموزشکده فنی و حرفه‌ای پسران شماره دو زاهدان   | زاهدان        | پسر   |         |
| فارس                | آموزشکده فنی و حرفه‌ای دختران شیراز            | شیراز         | دختر  |         |
| فارس                | آموزشکده فنی و حرفه‌ای دختران نی‌ریز            | نی‌ریز         | دختر  |         |
| فارس                | آموزشکده فنی و حرفه‌ای پسران استهبان           | استهبان       | پسر   |         |
| فارس                | آموزشکده فنی و حرفه‌ای پسران آباده             | آباده         | پسر   |         |
| فارس                | آموزشکده فنی و حرفه‌ای پسران شماره دو شیراز    | شیراز         | پسر   |         |
| فارس                | آموزشکده فنی و حرفه‌ای پسران لارستان           | لار           | پسر   |         |
| فارس                | آموزشکده فنی و حرفه‌ای پسران مرودشت            | مرودشت        | پسر   |         |
| فارس                | آموزشکده فنی و حرفه‌ای پسران ممسنی             | نورآباد       | پسر   |         |
| فارس                | آموزشکده فنی و حرفه‌ای دختران اقلید            | اقلید         | دختر  |         |
| فارس                | آموزشکده فنی و حرفه‌ای دختران کازرون           | کازرون        | دختر  |         |
| فارس                | دانشکده فنی و حرفه‌ای شهید باهنر               | شیراز         | پسر   |         |
| فارس                | آموزشکده فنی و کشاورزی فسا                    | فسا           | پسر   |         |
| فارس                | آموزشکده فنی و حرفه‌ای پسران داراب             | داراب         | پسر   |         |
| فارس                | آموزشکده فنی و حرفه‌ای پسران فیروزآباد         | فیروزآباد     | پسر   |         |
| قزوین               | آموزشکده فنی و حرفه‌ای شهید بابایی             | قزوین         | پسر   |         |
| قزوین               | آموزشکده فنی و حرفه‌ای دختران قزوین            | قزوین         | دختر  |         |
| قم                  | آموزشکده فنی و حرفه‌ای پسران قم                | قم            | پسر   |         |
| قم                  | آموزشکده فنی و حرفه‌ای دختران قم               | قم            | دختر  |         |
| کردستان             | آموزشکده فنی و حرفه‌ای پسران سقز               | سقز           | پسر   |         |
| کردستان             | آموزشکده فنی و حرفه‌ای شهید یزدان‌پناه          | سنندج         | پسر   |         |
| کردستان             | آموزشکده فنی و حرفه‌ای دختران سنندج            | سنندج         | دختر  |         |
| کرمان               | آموزشکده فنی و حرفه‌ای پسران ارزوئیه           | ارزوئیه       | پسر   |         |
| کرمان               | آموزشکده فنی و حرفه‌ای پسران بافت              | بافت          | پسر   |         |
| کرمان               | آموزشکده فنی و حرفه‌ای پسران بم                | بم            | پسر   |         |
| کرمان               | آموزشکده فنی و حرفه‌ای پسران جیرفت             | جیرفت         | پسر   |         |
| کرمان               | آموزشکده فنی و حرفه‌ای پسران زرند              | زرند          | پسر   |         |
| کرمان               | آموزشکده فنی و حرفه‌ای پسران سیرجان            | سیرجان        | پسر   |         |
| کرمان               | آموزشکده فنی و حرفه‌ای پسران شماره دو کرمان    | کرمان         | پسر   |         |
| کرمان               | آموزشکده فنی و حرفه‌ای دختران سیرجان           | سیرجان        | دختر  |         |
| کرمان               | آموزشکده کشاورزی رضوان                        | کرمان         | پسر   |         |
| کرمان               | دانشکده فنی و حرفه‌ای شهید چمران               | کرمان         | پسر   |         |
| کرمان               | آموزشکده فنی و حرفه‌ای پسران شهر بابک          | شهر بابک      | پسر   |         |
| کرمان               | آموزشکده فنی و حرفه‌ای دختران کرمان            | کرمان         | دختر  |         |
| کرمان               | آموزشکده فنی و حرفه ای پسران رفسنجان          | رفسنجان       | پسر   |         |
| کرمان               | آموزشکده فنی و حرفه ای دختران رفسنجان         | رفسنجان       | دختر  |         |
| کرمانشاه            | آموزشکده فنی و حرفه‌ای پسران اسلام‌آباد غرب     | اسلام‌آباد غرب | پسر   |         |
| کرمانشاه            | آموزشکده فنی و حرفه‌ای پسران شماره دو کرمانشاه | کرمانشاه      | پسر   |         |
| کرمانشاه            | آموزشکده فنی و حرفه‌ای پسران شماره یک کرمانشاه | کرمانشاه      | پسر   |         |
| کرمانشاه            | آموزشکده فنی و حرفه‌ای دختران کرمانشاه         | کرمانشاه      | دختر  |         |
| کهگیلویه و بویراحمد | آموزشکده فنی و حرفه‌ای پسران یاسوج             | یاسوج         | پسر   |         |
| کهگیلویه و بویراحمد | آموزشکده فنی و حرفه‌ای دختران یاسوج            | یاسوج         | دختر  |         |
| گلستان              | آموزشکده فنی و حرفه‌ای پسران علی‌آباد کتول      | علی‌آباد کتول  | پسر   |         |
| گلستان              | آموزشکده فنی و حرفه‌ای پسران گرگان             | گرگان         | پسر   |         |
| گلستان              | آموزشکده فنی و حرفه‌ای دختران گنبد کاووس       | گنبد کاووس    | دختر  |         |
| گلستان              | دانشکده فنی و حرفه‌ای پسران کردکوی             | کردکوی        | پسر   |         |
| گلستان              | آموزشکده فنی و حرفه‌ای دختران گرگان            | گرگان         | دختر  |         |
| گیلان               | آموزشکده فنی و حرفه‌ای پسران آستانه اشرفیه     | آستانه اشرفیه | پسر   |         |
| گیلان               | آموزشکده فنی و حرفه‌ای پسران بندر انزلی        | بندر انزلی    | پسر   |         |
| گیلان               | آموزشکده فنی و حرفه‌ای پسران رستم‌آباد          | رستم‌آباد      | پسر   |         |
| گیلان               | آموزشکده فنی و حرفه‌ای شهید چمران              | رشت           | پسر   |         |
| گیلان               | آموزشکده فنی و حرفه‌ای شهید رجایی              | لاهیجان       | پسر   |         |
| گیلان               | آموزشکده فنی و حرفه‌ای دختران رشت              | رشت           | دختر  |         |
| گیلان               | دانشکده فنی و حرفه‌ای پسران صومعه‌سرا           | صومعه‌سرا      | پسر   |         |
| لرستان              | آموزشکده فنی و حرفه‌ای پسران خرم‌آباد           | خرم‌آباد       | پسر   |         |
| لرستان              | آموزشکده فنی و حرفه‌ای پسران دورود             | دورود         | پسر   |         |
| لرستان              | آموزشکده فنی و حرفه‌ای دختران خرم‌آباد          | خرم‌آباد       | دختر  |         |
| لرستان              | آموزشکده فنی و حرفه‌ای پسران بروجرد            | بروجرد        | پسر   |         |
| لرستان              | آموزشکده فنی و حرفه‌ای دختران بروجرد           | بروجرد        | دختر  |         |
| مازندران            | آموزشکده فنی و حرفه‌ای پسران بابل              | بابل          | پسر   |         |
| مازندران            | آموزشکده فنی و حرفه‌ای پسران آمل               | آمل           | پسر   |         |
| مازندران            | آموزشکده فنی و حرفه‌ای پسران بهشهر             | بهشهر         | پسر   |         |
| مازندران            | آموزشکده فنی و حرفه‌ای پسران رامسر             | رامسر         | پسر   |         |
| مازندران            | آموزشکده فنی و حرفه‌ای پسران شماره دو ساری     | ساری          | پسر   |         |
| مازندران            | آموزشکده فنی و حرفه‌ای دختران آمل              | آمل           | دختر  |         |
| مازندران            | آموزشکده فنی و حرفه‌ای دختران بابل             | بابل          | دختر  |         |
| مازندران            | دانشکده فنی و حرفه‌ای امام محمدباقر            | ساری          | پسر   |         |
| مازندران            | دانشکده فنی و حرفه‌ای پسران محمودآباد          | محمودآباد     | پسر   |         |
| مازندران            | آموزشکده فنی و حرفه‌ای دختران ساری             | ساری          | دختر  |         |
| مازندران            | آموزشکده کشاورزی پسران ساری                   | ساری          | پسر   |         |
| مازندران            | آموزشکده فنی و حرفه‌ای پسران نوشهر             | نوشهر         | پسر   |         |
| مرکزی               | آموزشکده فنی و حرفه‌ای امیرکبیر                | اراک          | پسر   |         |
| مرکزی               | آموزشکده فنی و حرفه‌ای پسران خمین              | خمین          | پسر   |         |
| مرکزی               | آموزشکده فنی و حرفه‌ای پسران ساوه              | ساوه          | پسر   |         |
| مرکزی               | آموزشکده فنی و حرفه‌ای دختران اراک             | اراک          | دختر  |         |
| هرمزگان             | آموزشکده فنی و حرفه‌ای پسران بندرعباس          | بندرعباس      | پسر   |         |
| هرمزگان             | آموزشکده فنی و حرفه‌ای پسران میناب             | میناب         | پسر   |         |
| هرمزگان             | آموزشکده فنی و حرفه‌ای دختران بندرعباس         | بندرعباس      | دختر  |         |
| همدان               | آموزشکده فنی و حرفه‌ای دختران همدان            | همدان         | دختر  |         |
| همدان               | آموزشکده فنی و حرفه‌ای دیباج                   | همدان         | پسر   |         |
| همدان               | آموزشکده فنی و حرفه‌ای پسران ملایر             | ملایر         | پسر   |         |
| همدان               | آموزشکده فنی و حرفه‌ای پسران نهاوند            | نهاوند        | پسر   |         |
| همدان               | آموزشکده فنی و حرفه‌ای دختران ملایر            | ملایر         | دختر  |         |
| همدان               | آموزشکده فنی و حرفه‌ای شهید مفتح               | همدان         | پسر   |         |
| یزد                 | دانشکده فنی و حرفه‌ای شهید صدوقی               | یزد           | پسر   |         |
| یزد                 | آموزشکده فنی و حرفه‌ای پسران ابرکوه            | ابرکوه        | پسر   |         |
| یزد                 | آموزشکده فنی و حرفه‌ای امام علی                | یزد           | پسر   |         |
| یزد                 | آموزشکده فنی و حرفه‌ای امام خمینی              | میبد          | پسر   |         |
| یزد                 | آموزشکده فنی و حرفه‌ای دختران میبد             | میبد          | دختر  |         |
| یزد                 | آموزشکده فنی و حرفه‌ای دختران یزد              | یزد           | دختر  |         |
| یزد                 | آموزشکده فنی و حرفه‌ای پسران اردکان            | اردکان        | پسر   |         |
| یزد                 | آموزشکده فنی و حرفه‌ای پسران خاتم              | خاتم          | پسر   |         |
| یزد                 | آموزشکده فنی و حرفه‌ای پسران تفت               | تفت           | پسر   |         |

### دانشگاه‌های جامع علمی-کاربردی
دانشگاه جامع علمی کاربردی یکی از دانشگاه‌های وابسته به وزارت علوم، تحقیقات و فناوری است که با هدف ارتقاء سطح مهارت شاغلین بخش‌های مختلف اقتصادی و افزایش مهارت‌های حرفه‌ای فارغ التحصیلان مرکز آموزش که فاقد تجربه اجرایی می‌باشند، نسبت به برگزاری دوره‌های علمی – کاربردی در مقاطع کاردانی و کارشناسی و کارشناسی ارشد اقدام می‌کند. دانشگاه جامع علمی-کاربردی در سال ۱۳۷۱ به منظور تقویت آموزش‌های فنی و حرفه‌ای و تربیت نیروی انسانی ماهر موردنیاز بخش‌های صنعت، معادن، کشاورزی و خدمات تأسیس گردیده‌است. این دانشگاه مراکزی در سطح کشور دارد که علاوه براینکه مستقیماً در زمینه آموزش علمی و کاربردی فعالیت می‌کنند، بر فعالیت آموزشی مراکز آموزش علمی - کاربردی وابسته به دیگر سازمان‌های دولتی و غیردولتی نظارت می‌نمایند.
فهرست زیر شامل دانشگاه‌های جامع علمی کاربردی مراکز استان‌ها است:
| نام دانشگاه                                   | تأسیس | تعداد مراکز | نشانی وبگاه | توضیحات |
| --------------------------------------------- | ----- | ----------- | ----------- | ------- |
| دانشگاه جامع علمی کاربردی آذربایجان شرقی      |       | ۵۷          | وبگاه       |         |
| دانشگاه جامع علمی کاربردی آذربایجان غربی      | ۱۳۷۴  | ۳۱          | وبگاه       |         |
| دانشگاه جامع علمی کاربردی اردبیل              | ۱۳۸۲  | ۲۶          | وبگاه       |         |
| دانشگاه جامع علمی کاربردی اصفهان              | ۱۳۸۱  | ۵۳          | وبگاه       |         |
| دانشگاه جامع علمی کاربردی البرز               |       | ۳۸          | وبگاه       |         |
| دانشگاه جامع علمی کاربردی ایلام               | ۱۳۸۵  | ۱۶          | وبگاه       |         |
| دانشگاه جامع علمی کاربردی بوشهر               |       | ۲۵          | وبگاه       |         |
| دانشگاه جامع علمی کاربردی تهران               |       | ۲۴۴         | وبگاه       |         |
| دانشگاه جامع علمی کاربردی چهارمحال بختیاری    | ۱۳۸۰  | ۱۸          | وبگاه       |         |
| دانشگاه جامع علمی کاربردی خراسان جنوبی        | ۱۳۸۷  | ۱۹          | وبگاه       |         |
| دانشگاه جامع علمی کاربردی خراسان رضوی         | ۱۳۸۴  | ۷۳          | وبگاه       |         |
| دانشگاه جامع علمی کاربردی خراسان شمالی        | ۱۳۸۶  | ۱۴          | وبگاه       |         |
| دانشگاه جامع علمی کاربردی خوزستان             |       | ۴۷          | وبگاه       |         |
| دانشگاه جامع علمی کاربردی زنجان               | ۱۳۸۲  | ۲۴          | وبگاه       |         |
| دانشگاه جامع علمی کاربردی سمنان               | ۱۳۸۲  | ۲۵          | وبگاه       |         |
| دانشگاه جامع علمی کاربردی سیستان و بلوچستان   |       | ۳۵          | وبگاه       |         |
| دانشگاه جامع علمی کاربردی فارس                | ۱۳۷۵  | ۵۴          | وبگاه       |         |
| دانشگاه جامع علمی کاربردی قزوین               | ۱۳۸۷  | ۲۷          | وبگاه       |         |
| دانشگاه جامع علمی کاربردی قم                  | ۱۳۸۱  | ۲۵          | وبگاه       |         |
| دانشگاه جامع علمی کاربردی کردستان             | ۱۳۸۲  | ۲۳          | وبگاه       |         |
| دانشگاه جامع علمی کاربردی کرمان               | ۱۳۷۵  | ۴۶          | وبگاه       |         |
| دانشگاه جامع علمی کاربردی کرمانشاه            | ۱۳۷۴  | ۳۰          | وبگاه       |         |
| دانشگاه جامع علمی کاربردی کهگیلویه و بویراحمد |       | ۱۶          | وبگاه       |         |
| دانشگاه جامع علمی کاربردی گلستان              | ۱۳۸۶  | ۲۵          | وبگاه       |         |
| دانشگاه جامع علمی کاربردی گیلان               | ۱۳۷۴  | ۴۳          | وبگاه       |         |
| دانشگاه جامع علمی کاربردی لرستان              | ۱۳۷۳  | ۴۰          | وبگاه       |         |
| دانشگاه جامع علمی کاربردی مازندران            | ۱۳۷۵  | ۵۱          | وبگاه       |         |
| دانشگاه جامع علمی کاربردی مرکزی               | ۱۳۷۹  | ۳۲          | وبگاه       |         |
| دانشگاه جامع علمی کاربردی هرمزگان             | ۱۳۸۲  | ۲۷          | وبگاه       |         |
| دانشگاه جامع علمی کاربردی همدان               |       | ۲۹          | وبگاه       |         |
| دانشگاه جامع علمی کاربردی یزد                 | ۱۳۷۳  | ۳۲          | وبگاه       |         |

## دانشگاه‌های آزاد اسلامی
دانشگاه آزاد اسلامی سامانه دانشگاهی غیردولتی در ایران است که کار خود را در سال ۱۳۶۱ خورشیدی با نخستین واحد دانشگاهی خود در میان واحدهای داخلی و خارجی دانشگاه آزاد اسلامی، یعنی دانشگاه آزاد اسلامی واحد تهران مرکزی آغاز کرد.

### واحدهای دانشگاهی
| نام دانشگاه                                   | شهر            | تأسیس        | شمار دانشجویان | نشانی وبگاه                                       | توضیحات |  |
| دانشگاه آزاد اسلامی آبادان                    | آبادان         |              |                |                                                   | |  |
| دانشگاه آزاد اسلامی آباده                     | آباده          |              |                |                                                   | |  |
| دانشگاه آزاد اسلامی آبدانان                   | آبدانان        |              |                |                                                   | |  |
| دانشگاه آزاد اسلامی ابرکوه                    | یزد - ابرکوه   | ۱۳۷۳         |                |                                                   | |  |
| دانشگاه آزاد اسلامی ابهر                      |                |              |                |                                                   | |  |
| دانشگاه آزاد اسلامی اراک                      |                |              |                |                                                   | |  |
| دانشگاه آزاد اسلامی اردبیل                    |                |              |                |                                                   | |  |
| دانشگاه آزاد اسلامی ارسنجان                   |                |              |                |                                                   | |  |
| دانشگاه آزاد اسلامی ارومیه                    |                |              |                |                                                   | |  |
| دانشگاه آزاد اسلامی آزادشهر                   |                |              |                |                                                   | |  |
| دانشگاه آزاد اسلامی استهبان                   |                |              |                |                                                   | |  |
| دانشگاه آزاد اسلامی اسفراین                   |                |              |                |                                                   | |  |
| دانشگاه آزاد اسلامی اسکو                      |                |              |                |                                                   | |  |
| دانشگاه آزاد اسلامی اسلامشهر                  |                |              |                |                                                   | |  |
| دانشگاه آزاد اسلامی آشتیان                    | آشتیان         |              |                |                                                   | |  |
| دانشگاه آزاد اسلامی اقلید                     | بلوار پاسداران | ۱۳۶۵         | ۱۰۰۰           |                                                   | |  |
| دانشگاه آزاد اسلامی الیگودرز                  |                |              |                |                                                   | |  |
| دانشگاه آزاد اسلامی امیدیه                    |                |              |                |                                                   | |  |
| دانشگاه آزاد اسلامی اوز                       |                |              |                |                                                   | |  |
| دانشگاه آزاد اسلامی اهر                       |                |              |                |                                                   | |  |
| دانشگاه آزاد اسلامی واحد اهواز                | اهواز          | ۱۳۶۱         | ۲۵۰۰۰          |                                                   | |  |
| دانشگاه آزاد اسلامی واحد آیت‌الله آملی         |                |              |                |                                                   | |  |
| دانشگاه آزاد اسلامی ایذه                      |                |              |                |                                                   | |  |
| دانشگاه آزاد اسلامی ایلام                     |                |              |                |                                                   | |  |
| دانشگاه آزاد اسلامی ایلخچی                    |                | تبریز-ایلخچی | ۱۳۸۲           |                                                   | |  |
| دانشگاه آزاد اسلامی بافت                      | بافت           | ۱۳۷۲         |                |                                                   | |  |
| دانشگاه آزاد اسلامی بابل                      |                |              |                |                                                   | |  |
| دانشگاه آزاد اسلامی بجنورد                    |                |              |                |                                                   | |  |
| دانشگاه آزاد اسلامی واحد بردسکن               | بردسکن         | ۱۳۷۹         | ۱۲۰۰           |                                                   | علوم قضایی-مشاوره-علوم تربیتی-حسابداری-مهندسی برق (قدرت) - مهندسی کامپیوتر (نرم‌افزار)-آموزش ابتدایی-برق صنعتی-تربیت بدنی-مدیریت خانواده                                                |  |
| دانشگاه آزاد اسلامی بروجرد                    |                |              |                |                                                   | |  |
| دانشگاه آزاد اسلامی بندرانزلی                 | بندرانزلی      | ۱۳۷۸         | ۸۰۰۰           |                                                   | عمران، مکانیک، معماری، حقوق، شیلات، حسابداری |  |
| دانشگاه آزاد اسلامی بندرگز                    |                |              |                |                                                   | |  |
| دانشگاه آزاد اسلامی بوئین زهرا                |                |              |                |                                                   | |  |
| دانشگاه آزاد اسلامی بهارستان                  |                |              |                |                                                   | |  |
| دانشگاه آزاد اسلامی بهبهان                    |                |              |                |                                                   | |  |
| دانشگاه آزاد اسلامی بهشهر                     |                |              |                |                                                   | |  |
| دانشگاه آزاد اسلامی بیرجند                    |                |              |                |                                                   | |  |
| دانشگاه آزاد اسلامی پردیس                     |                |              |                |                                                   | |  |
| دانشگاه آزاد اسلامی پارس‌آباد                  |                |              |                |                                                   | |  |
| دانشگاه آزاد اسلامی پرند                      |                |              |                |                                                   | |  |
| دانشگاه آزاد اسلامی تاکستان                   |                |              |                |                                                   | |  |
| دانشگاه آزاد اسلامی تبریز                     |                |              |                |                                                   | |  |
| دانشگاه آزاد اسلامی تربت حیدریه               |                |              |                |                                                   | |  |
| دانشگاه آزاد اسلامی تفرش                      |                |              |                |                                                   | |  |
| دانشگاه آزاد اسلامی تنکابن                    |                |              |                |                                                   | |  |
| دانشگاه آزاد اسلامی تویسرکان                  |                |              |                |                                                   | |  |
| دانشگاه آزاد اسلامی واحد پزشکی تهران          |                |              |                |                                                   | |  |
| دانشگاه آزاد اسلامی واحد تهران مرکزی          | تهران          | ۱۳۶۱         |                |                                                   | |  |
| دانشگاه آزاد اسلامی واحد تهران غرب            |                |              |                |                                                   | |  |
| دانشگاه آزاد اسلامی واحد تهران شرق            |                |              |                | [ پیوند مرده ]                                    | |  |
| دانشگاه آزاد اسلامی واحد رشت                  |                |              |                |                                                   | |  |
| دانشگاه آزاد اسلامی واحد تهران شمال           |                |              |                |                                                   | |  |
| دانشگاه آزاد اسلامی واحد علوم و تحقیقات تهران |                |              |                |                                                   | |  |
| دانشگاه آزاد اسلامی واحد تهران جنوب           | تهران          | ۱۳۶۴         |                |                                                   | مکانیک، برق، عمران، صنایع، معدن، معماری، شیمی، کامپیوتر، نفت، حقوق، حسابداری، تربیت بدنی، ادبیات، ریاضی، فیزیک، متالورژی (کارشناسی ارشد)، مکاترونیک (کارشناسی ارشد)                    |  |
| دانشگاه آزاد اسلامی واحد تیران                |                |              |                |                                                   | |  |
| دانشگاه آزاد اسلامی واحد جویبار               |                |              |                |                                                   | |  |
| دانشگاه آزاد اسلامی واحد جهرم                 | جهرم           |              |                |                                                   | |  |
| دانشگاه آزاد اسلامی واحد جیرفت                | جیرفت          |              |                |                                                   | |  |
| دانشگاه آزاد اسلامی واحد چالوس                |                |              |                |                                                   | |  |
| دانشگاه آزاد اسلامی واحد خدابنده              | خدابنده        | ۱۳۸۳         | ۲۵۰۰ نفر       |                                                   | ۵۱ رشته رشته‌های ادبیات فارسی، دینی و عربی، حسابداری، کامپیوتر، آموزش ابتدایی |  |
| دانشگاه آزاد اسلامی خرم‌آباد                   |                |              |                |                                                   | |  |
| دانشگاه آزاد اسلامی واحد اصفهان (خوراسگان)    |                |              |                |                                                   | |  |
| دانشگاه آزاد اسلامی واحد خوی                  |                |              |                |                                                   | |  |
| دانشگاه آزاد اسلامی داراب                     |                |              |                |                                                   | |  |
| دانشگاه آزاد اسلامی دامغان                    |                |              |                |                                                   | |  |
| دانشگاه آزاد اسلامی دزفول                     |                |              |                |                                                   | |  |
| دانشگاه آزاد اسلامی دماوند                    |                |              |                |                                                   | |  |
| دانشگاه آزاد اسلامی دولت‌آباد                  |                |              |                |                                                   | |  |
| دانشگاه آزاد اسلامی دورود                     |                |              |                |                                                   | |  |
| دانشگاه آزاد اسلامی دهاقان                    |                |              |                |                                                   | |  |
| دانشگاه آزاد اسلامی دهلران                    |                |              |                |                                                   | |  |
| دانشگاه آزاد اسلامی رامهرمز                   |                |              |                |                                                   | |  |
| دانشگاه آزاد اسلامی رودهن                     |                |              |                |                                                   | |  |
| دانشگاه آزاد اسلامی واحد زرقان                | زرقان          | ۱۳۷۸         | ۴۵۰۰           |                                                   | ۱۵ رشته: مهندسی عمران-گمرک-برق-معماری-ادبیات نمایشی-کامپیوتر-متالورژی و… |  |
| دانشگاه آزاد اسلامی زنجان                     |                |              |                |                                                   | |  |
| دانشگاه آزاد اسلامی ساری                      |                |              |                |                                                   | |  |
| دانشگاه آزاد اسلامی ساوه                      | ساوه           |              |                |                                                   | مهندسی برق + عمران + مهندسی مکانیک ساخت و تولید + مهندسی مواد سرامیک + مهندسی کشاورزی علوم باغبانی + فیزیولوژی گیاهان + شیمی + شیمی کاربردی + پرستاری + زیست‌شناسی                      |  |
| دانشگاه آزاد اسلامی سبزوار                    |                |              |                |                                                   | |  |
| دانشگاه آزاد اسلامی سپیدان                    |                |              |                | [ پیوند مرده ]                                    | |  |
| دانشگاه آزاد اسلامی سروستان                   |                |              |                |                                                   | |  |
| دانشگاه آزاد اسلامی سلماس                     |                |              |                |                                                   | |  |
| دانشگاه آزاد اسلامی سمنان                     | سمنان          | ۱۳۶۳         | ۱۲۰۰۰نفر       |                                                   | ۹رشته کاردانی، ۷رشته کاردانی پیوسته، ۲۱رشته کارشناسی ناپیوسته، ۳۲رشته کارشناسی، ۱۶رشه کارشناسی ارشد، ۱رشته دکترا                                                                       |  |
| دانشگاه آزاد اسلامی سنقر                      |                |              |                | [ پیوند مرده ]                                    | |  |
| دانشگاه آزاد اسلامی سنندج                     |                |              |                |                                                   | |  |
| دانشگاه آزاد اسلامی سوادکوه                   | پل سفید        |              |                |                                                   | |  |
| دانشگاه آزاد اسلامی شاهرود                    |                |              |                |                                                   | |  |
| دانشگاه آزاد اسلامی شبستر                     |                |              |                | www.iaushab.ac.ir                                 | |  |
| دانشگاه آزاد اسلامی شوشتر                     |                |              |                |                                                   | |  |
| دانشگاه آزاد اسلامی شهرری                     |                |              |                |                                                   | |  |
| دانشگاه آزاد اسلامی شهرضا                     |                |              |                |                                                   | |  |
| دانشگاه آزاد اسلامی شهر مجلسی                 |                |              |                |                                                   | |  |
| دانشگاه آزاد اسلامی شهر قدس                   |                |              |                |                                                   | |  |
| دانشگاه آزاد اسلامی واحد شهریار               | شهریار         | ۱۳۸۶         |                |                                                   | عمران، کامپیوتر، نفت، مدیریت بازرگانی، مترجمی زبان، حسابداری، حقوق و رشته‌های دیگر در مقاطع کاردانی، کارشناسی، کارشناسی ارشد                                                            |  |
| دانشگاه آزاد اسلامی شیراز                     | شیراز          | ۱۳۶۳         |                |                                                   | |  |
| دانشگاه آزاد اسلامی شیروان                    |                |              |                |                                                   | |  |
| دانشگاه آزاد اسلامی علی‌آباد کتول              |                |              |                |                                                   | |  |
| دانشگاه آزاد اسلامی فسا                       | فسا            | ۱۳۶۴         | ۴۰۰۰           |                                                   | |  |
| دانشگاه آزاد اسلامی فردوس                     | فردوس          | ۱۳۶۶         | ۱۳۰۰           | بایگانی‌شده در ۲ مارس ۲۰۲۱ توسط Wayback Machine    | دارای رشته‌های کارشناسی، کارشناسی ارشد، دکتری می‌باشد |  |
| دانشگاه آزاد اسلامی فیروزآباد                 |                |              |                | بایگانی‌شده در ۲۹ مارس ۲۰۲۰ توسط Wayback Machine   | |  |
| دانشگاه آزاد اسلامی فیروزکوه                  |                |              |                |                                                   | |  |
| دانشگاه آزاد اسلامی قائمشهر                   |                |              |                |                                                   | |  |
| دانشگاه آزاد اسلامی قزوین                     |                |              |                |                                                   | |  |
| دانشگاه آزاد اسلامی واحد قم                   |                |              |                | بایگانی‌شده در ۱۴ مه ۲۰۰۹ توسط Wayback Machine     | |  |
| دانشگاه آزاد اسلامی واحد علوم پزشکی قم        |                |              |                | \|\|\|                                            | |  |
| دانشگاه آزاد اسلامی کاشان                     |                |              |                |                                                   | |  |
| دانشگاه آزاد اسلامی کاشمر                     | کاشمر          | ۱۳۶۹         |                |                                                   | |  |
| دانشگاه آزاد اسلامی کازرون                    | کازرون         |              |                | بایگانی‌شده در ۲۳ ژوئیه ۲۰۱۰ توسط Wayback Machine  | حقوق، حسابداری، مدیریت دولتی، میکروبیولوژی،ژنتیک، مهندسی پزشکی، تربیت مدرس، پرستاری، مامایی، پزشکی، دامپزشکی، شیمی دارویی، شیمی، مهندسی عمران، مهندسی معماری، مهندسی برق، صنایع غذایی، |  |
| دانشگاه آزاد اسلامی کرج                       |                |              |                | بایگانی‌شده در ۱۱ ژوئن ۲۰۱۶ توسط Wayback Machine   | |  |
| دانشگاه آزاد اسلامی کرمان                     |                |              |                |                                                   | |  |
| دانشگاه آزاد اسلامی کرمانشاه                  |                |              |                | بایگانی‌شده در ۷ اکتبر ۲۰۱۴ توسط Wayback Machine   | |  |
| دانشگاه آزاد اسلامی گرگان                     |                |              |                |                                                   | |  |
| دانشگاه آزاد اسلامی واحد گرمسار               |                |              |                |                                                   | |  |
| دانشگاه آزاد اسلامی واحد گناباد               | گناباد         | ۱۳۶۴         | ۳٬۰۰۰          |                                                   | مهندسی قدرت، مهندسی الکترونیک و کامپیوتر، مهندسی مخابرات، مهندسی کنترل، علوم پایه، کشاورزی، دامپزشکی، عمران، مکانیک، تأسیسات، علوم انسانی، علوم پزشکی                                  |  |
| دانشگاه آزاد اسلامی گنبدکاووس                 |                |              |                |                                                   | |  |
| دانشگاه آزاد اسلامی لارستان                   |                |              |                | بایگانی‌شده در ۱۲ آوریل ۲۰۲۰ توسط Wayback Machine  | |  |
| دانشگاه آزاد اسلامی لاهیجان                   |                |              |                |                                                   | |  |
| دانشگاه آزاد اسلامی لامرد                     |                |              |                |                                                   | |  |
| دانشگاه آزاد اسلامی ماکو                      |                |              |                |                                                   | |  |
| دانشگاه آزاد اسلامی مرودشت                    |                |              |                |                                                   | |  |
| دانشگاه آزاد اسلامی واحد ملایر                |                |              |                |                                                   | |  |
| دانشگاه آزاد اسلامی واحد ملارد                |                |              |                |                                                   | |  |
| دانشگاه آزاد اسلامی مسجدسلیمان                |                |              |                |                                                   | |  |
| دانشگاه آزاد اسلامی مشهد                      |                |              |                | بایگانی‌شده در ۲۳ مه ۲۰۱۳ توسط Wayback Machine     | |  |
| دانشگاه آزاد اسلامی واحد ممقان                | ممقان          | ۱۳۸۶         | ۱۸۰۰           |                                                   | ۲۰ رشته |  |
| دانشگاه آزاد اسلامی واحد مهاباد               |                |              |                | بایگانی‌شده در ۷ فوریه ۲۰۰۶ توسط Wayback Machine   | |  |
| دانشگاه آزاد اسلامی مهدی‌شهر                   | مهدی شهر       | ۱۳۸۴         | ۱۵۰۰           |                                                   | |  |
| دانشگاه آزاد اسلامی واحد میانه                |                |              |                | بایگانی‌شده در ۲۲ اوت ۲۰۱۶ توسط Wayback Machine    | |  |
| دانشگاه آزاد اسلامی میبد                      |                |              |                |                                                   | |  |
| دانشگاه آزاد اسلامی نجف آباد                  | نجف اباد       | ۱۳۶۴         | ۲۰۰۰۰          |                                                   | |  |
| دانشگاه آزاد اسلامی مرکز بین‌المللی خلیج فارس  |                |              |                |                                                   | |  |
| دانشگاه آزاد اسلامی نراق                      |                |              |                |                                                   | |  |
| دانشگاه آزاد اسلامی واحد نهاوند               | نهاوند         | ۱۳۸۳         |                |                                                   | کامپیوتر، الکترونیک، ساختمان، حسابداری، نقشه‌کشی معماری، آموزش ابتدایی و تربیت بدنی در مقاطع کاردانی و کارشناسی                                                                         |  |
| دانشگاه آزاد اسلامی واحد نور                  | نور            | ۱۳۷۲         | ۴۰۰۰           |                                                   | ۱۱ رشته کاردانی، ۹ رشته کارشناسی ناپیوسته، ۲۵رشته کارشناسی، ۳۰ رشته کارشناسی ارشد، ۶ رشته دکترا                                                                                        |  |
| دانشگاه آزاد اسلامی واحد نوشهر                |                |              |                |                                                   | |  |
| دانشگاه آزاد اسلامی نی‌ریز                     |                |              |                | بایگانی‌شده در ۲۰ ژانویه ۲۰۱۷ توسط Wayback Machine | |  |
| دانشگاه آزاد اسلامی نیشابور                   |                |              |                |                                                   | |  |
| دانشگاه آزاد اسلامی ورامین و پیشوا            |                |              |                |                                                   | |  |
| دانشگاه آزاد اسلامی واحد هرند (اصفهان)        |                |              |                |                                                   | |  |
| دانشگاه آزاد اسلامی همدان                     |                |              |                |                                                   | |  |
| دانشگاه آزاد اسلامی هیدج                      |                |              |                |                                                   | |  |
| دانشگاه آزاد اسلامی واحد یاسوج                |                |              |                |                                                   | |  |
| دانشگاه آزاد اسلامی واحد بین‌الملل فرشتگان     | تهران          | ۱۳۹۸         | ۳۴۱            | 146]                                              | کاردانی، کارشناسی، کارشناسی ارشد |  |
| دانشگاه آزاد اسلامی واحد یزد                  |                |              |                |                                                   | |  |
| دانشگاه آزاد اسلامی واحد سراب                 |                |              |                |                                                   | |  |

### دانشکده سما
| نام دانشکده                   | تأسیس | نشانی وبگاه                                     | توضیحات |
| دانشکده سما واحد ممقان        |       |                                                 |         |
| دانشکده سما واحد اهواز        |       |                                                 |         |
| دانشکده سما واحد جهرم         |       |                                                 |         |
| دانشکده سما واحد ملایر        |       |                                                 |         |
| دانشکده سما واحد اقلید        |       |                                                 |         |
| دانشکده سما واحد مهاباد       |       | بایگانی‌شده در ۷ فوریه ۲۰۰۶ توسط Wayback Machine |         |
| دانشکده سما واحد اردبیل       |       |                                                 |         |
| دانشکده سما واحد ارسنجان      |       |                                                 |         |
| دانشکده سما واحد پاکدشت       |       |                                                 |         |
| دانشکده سما واحد تهران        |       |                                                 |         |
| دانشکده سما واحد خرم‌آباد      |       |                                                 |         |
| دانشکده سما واحد یاسوج        |       | بایگانی‌شده در ۳ اوت ۲۰۲۰ توسط Wayback Machine   |         |
| دانشکده سما واحد بندرعباس     |       |                                                 |         |
| دانشکده سما واحد علی‌آباد کتول |       |                                                 |         |
| دانشکده سما واحد رودهن        |       |                                                 |         |
| دانشکده سما واحد ساوه         |       |                                                 |         |
| دانشکده سما واحد سمنان        |       |                                                 |         |
| دانشکده سما واحد سیاهکل       |       |                                                 |         |
| دانشکده سما واحد نیشابور      |       |                                                 |         |
| دانشکده سما واحد کازرون       |       |                                                 |         |
| دانشگاه سما واحد خمین         |       |                                                 |         |
| دانشکده سما واحد آمل          |       |                                                 |         |

## دانشگاه‌ها و موسسات آموزش عالی غیرانتفاعی
موسسه‌های غیرانتفاعی، مراکزی هستند که از بودجه‌های غیردولتی استفاده نموده و به صورت مستقل زیرنظر هیئت امنای مؤسسه اداره می‌گردند. در این مراکز، تحصیل غیر رایگان و همراه با اخذ شهریه بوده و دانشجویان از طریق آزمون‌های سراسری سازمان سنجش آموزش کشور، پذیرش می‌شوند. سیستم آموزشی این دانشگاه‌ها براساس ضوابط وزارت علوم، تحقیقات و فناوری است. برخی از این موسسات با کسب استانداردهای لازم به دانشگاه غیرانتفاعی ارتقاء یافته‌اند.
قرار است در دولت مسعود پزشکیان، تأسیس و راه اندازی دانشگاه های غیرانتفاعی به طور کامل ممنوع شود.
| نام دانشگاه                                             | مکان                                                     | تأسیس      | تعداد دانشجو | رشته‌ها | نشانی وبگاه                                       | توضیحات |
| دانشگاه دانش البرز (آبیک)                               | آبیک، قزوین                                              | ۱۳۸۳       | بیش از ۲۰۰۰۰ | زیست شناسی سلولی و مولکولی - زیست فناوری- میکروبیولوژی - حقوق - روانشناسی - حسابداری - مدیریت مالی - مدیریت امور بانکی- معماری داخلی - مهندسی معماری - مترجمی زبان - آموزش زبان - مهندسی برق - مهندسی صنایع - مهندسی پزشکی - مهندسی عمران - مهندسی کامپیوتر - مددکاری اجتماعی | دانشگاه البرز (alborzq.ac.ir)                     | از اهداف بنیادین دانشگاه غیر انتفاعی دانش البرز درهمین راستا تربیت کاربردی دانشجویان و آماده نمودن آنها جهت رفع نیازهای فرهنگی و صنعتی کشور و همچنین تشکیل شرکت های دانش بنیان میباشد که از نیازهای مهم و ضروری کشور درحال حاضر میباشد. تحقق این هدف در راستای حمایت از اقتصاد مقاومتی و افزایش دانش و تخصص نیروی جوان و آینده ساز کشور و تقویت توان پژوهشی و مهارت تولید دانش و تخصص توسط آنها به منظورهم افزایی علم و ثروت، توسعه ی اقتصاد دانش محور و تحقق اهداف علمی و اقتصادی است که منجر به گسترش و شکوفایی اختراع و نوآوری و تقویت توان و مهارت حل مسائل و مشکلات جاری جامعه میباشد. |
| موسسه آموزش عالی قدیر لنگرود                            | استان گیلان                                              | ۱۳۸۶       | ۱۰۰۰         | کاردانی مدیریت جهانگردی-مدیریت هتلداری، کاردانی خدمات مسافرتی و جهانگردی، کاردانی صنعت جهانگردی-مدیریت جهانگردی، کاردانی امور بانکی، کاردانی کاردانی معماری، کاردانی کاردانی علوم ورزشی، کارشناسی روان‌شناسی، کارشناسی مدیریت جهانگردی، کارشناسی مدیریت امور بانکی، کارشناسی مدیریت کسب و کارهای کوچک، کارشناسی حسابداری، کارشناسی مدیریت صنعتی، کارشناسی مهندسی عمران، کارشناسی مدیریت بازرگانی، کارشناسی مهندسی کامپیوتر، کارشناسی مدیریت مالی، کارشناسی علوم تربیتی، کارشناسی علوم ورزشی، کارشناسی ارشد مدیریت دولتی گرایش مدیریت رفتار سازمانی، کارشناسی ارشد حسابداری، کارشناسی ارشد مدیریت منابع انسانی گرایش مدیریت منابع انسانی اسلامی، کارشناسی ارشد مدیریت آموزشی، کارشناسی ارشد آموزش و بهسازی منابع انسانی، کارشناسی ارشد فیزیولوژی ورزشی گرایش فیزیولوژی فعالیت بدنی و تندرستی، کارشناسی ناپیوسته مدیریت جهانگردی، کارشناسی ناپیوسته مدیریت بازرگانی، کارشناسی ناپیوسته علمی کاربردی حسابداری، کارشناسی ناپیوسته مدیریت دولتی، کارشناسی ناپیوسته مدیریت صنعتی، کارشناسی ناپیوسته مهندسی تکنولوژی نرم‌افزار کامپیوتر، کارشناسی ناپیوسته مهندسی اجرایی عمران، کارشناسی ناپیوسته علمی کاربردی معماری، کارشناسی ناپیوسته تربیت بدنی و علوم ورزشی گرایش مدیریت و برنامه‌ریزی ورزشی، کاردانی حسابداری و بازرگانی-حسابداری، کاردانی کامپیوتر-نرم‌افزار کامپیوتر، کاردانی الکترونیک-الکترونیک عمومی، کاردانی ساختمان-کارهای عمومی ساختمان، کاردانی نقشه‌کشی معماری-معماری، کاردانی تربیت بدنی-تربیت بدنی، کاردانی الکتروتکنیک - برق صنعتی. | http://www.ghadir.ac.ir/                          | |
| دانشگاه علوم اسلامی رضوی                                | استان خراسان رضوی                                        | ۱۳۶۳       | ۱۱۰۰         | حقوق (حقوق جزا و جرم‌شناسی - حقوق بین‌الملل - حقوق خصوصی) اقتصاد- اقتصاد بانکداری اسلامی - الهیات و معارف اسلامی - فلسفه و کلام اسلامی- علوم قرآن و حدیث - فقه و مبانی حقوق - تاریخ اسلام - تاریخ فرهنگ و تمدن- ادبیات فارسی - دانش اجتماعی مسلمین - فقه جزایی. | razavi.ac.ir                                      | |
| مؤسسه آموزش عالی صنعتی مازندران - بابل                  | مازندران-بابل                                            | ۱۳۸۴       |              | کارشناسی ناپیوسته: مهندسی حرفه ای الکترونیک کاربردی-مهندسی حرفه ای کامپیوتر نرم افزار-مهندسی حرفه ای تاسیسات مکانیکی-مهندسی اجرایی عمران-مهندسی حرفه ای معماری کارشناسی پیوسته: مهندسی عمران-مهندسی صنایع-مهندسی مکانیک-مهندسی شهرسازی-مهندسی معماری-مهندسی کامپیوتر-مهندسی پزشکی- مهندسی برق-مدیریت صنعتی-روانشناسی کارشناسی ارشد: روانشناسی عمومی-مهندسی معماری-مهندسی عمرانگرایش ژئوتکنیک، محیط زیست و مدیریت ساخت-مهندسی مکانیک گرایش سیستم های انرژی و تبدیل انرژی-مهندسی کامپیوتر گرایش نرم افزار و شبکه های کامپیوتری-مهندسی پزشکی گرایش بیوالکتریک-مهندسی شیمی گرایش بیوتکنولوژی-مهندسی برق گرایش گرایش مدارهای مجتمع الکترونیک | www.mit.ac.ir                                     | سطح یک کشور در ارزیابی وزارت علوم، تحقیقات و فناوری |
| دانشگاه آل طه                                           | استان تهران                                              |            |              | |                                                   | تک جنسیتی (دخترانه) |
| دانشگاه ابرار                                           | استان تهران                                              |            |              | |                                                   | تک جنسیتی (دخترانه) |
| مؤسسه آموزش عالی خاتم                                   | استان تهران                                              | ۱۳۷۵       |              | اقتصاد تجارت الکترونیک-برنامه‌ریزی سیستم‌های اقتصادی-اقتصاد نظری-اقتصاد انرژی-توسعه اقتصادی و برنامه‌ریزی-کارشناسی حسابداری-کارشناسی ارشد حسابداری-کارشناسی ارشد حسابرسی-کارشناسی ارشد حسابداری مدیریت-دکترای حسابداری- تجارت بین‌الملل-مالی،اقتصادی-خصوصی-روانشناسی عمومی-روانشناسی بالینی-مشاوره خانواده-آموزش زبان انگلیسی-ادبیات انگلیسی- مطالعات ترجمه-مدیریت ریسک- بانکداری - فلسفه معاصر-مهندسی نرم‌افزار-معماری سیستم‌های کامپیوتری-هوش مصنوعی و رباتیکز-علوم داده-رایانش امن-لجستیك و زنجیره‌ تامین-سیستم‌های كلان-سیستم‌های مالی-بهینه‌سازی سیستم‌ها-مدیریت مهندسی-کنترل-قدرت-مخابرات-معماری منظر-معماری داخلی-مديريت پروژه و ساخت-رشته پژوهش هنر-مدیریت بازرگانی گرایش بازاریابی-مدیریت بازرگانی گرایش بازرگانی بین‌الملل-مدیریت اجرایی (MBA) گرایش استراتژی-مدیریت صنعتی گرایش تحقیق در عملیات-مدیریت صنعتی گرایش تولید و عملیات-مدیریت دولتی گرایش توسعه منابع انسانی-رشته مواد، انرژی‌ها، و فناوری‌های کوانتومی-رشته‌ نانو مواد | \| \| https://khatam.ac.ir/                       | |
| دانشگاه علم و فرهنگ                                     | استان تهران                                              |            |              | |                                                   | |
| دانشگاه غیاث الدین جمشید کاشانی                         | استان قزوین (آبیک)                                       | ۱۳۸۵       | ۵۰۰۰         | | [ پیوند مرده ]                                    | |
| موسسه آموزش عالی بصیر                                   | استان قزوین (آبیک)                                       | ۱۳۸۴       |              | | http://www.basir-abyek.ac.ir                      | |
| مؤسسه آموزش مولانا                                      | استان قزوین (آبیک)                                       | ۱۳۸۴       | ۵۰۰۰         | |                                                   | |
| دانشگاه غیرانتفاعی صدرالمتالهین (صدرا)                  | استان تهران                                              | ۱۳۷۳       | ۲۵۰۰         | حقوق - مدیریت بازرگانی - مهندسی برق - گرایش‌های مخابرات - قدرت و.. - مهندسی پزشکی - مهندسی عمران - مهندسی کامپیوتر | sadra.ac.ir                                       | تک جنسیتی (پسرانه) |
| مؤسسه آموزش عالی میرعماد قزوین                          | استان قزوین                                              | ۱۳۸۷       |              | کارشناسی پیوسته مهندسی معماری - کارشناسی پیوسته ارتباط تصویری - کارشناسی ارشد مهندسی شهرسازی - کارشناسی پیوسته چاپ - کارشناسی پیوسته نقاشی - کارشناسی ناپیوسته آموزش هنرهای تجسمی - کارشناسی ناپیوسته معماری - کارشناسی ناپیوسته شهرسازی - کارشناسی ناپیوسته ارتباط تصویری - کاردانی پیوسته نقشه‌کشی - کاردانی پیوسته گرافیک | بایگانی‌شده در ۱۱ اوت ۲۰۲۰ توسط Wayback Machine    | |
| موسسه آموزش عالی مهرالبرز                               | استان تهران                                              | ۱۳۸۳       | ۱۲۰۰         | کارشناسی ارشد مهندسی صنایع مدیریت مهندسی - کارشناسی ارشد مهندسی صنایع بهینه‌سازی سیستم ها-کارشناسی ارشد مهندسی صنایع مدیریت پروژه - کارشناسی ارشد مهندسی فناوری اطلاعات معماری سازمانی کارشناسی ارشد -مهندسی فناوری اطلاعات مدیریت سیستم‌های اطلاعاتی - کارشناسی ارشد -مهندسی فناوری اطلاعات تجارت الکترونیک - کارشناسی ارشد علوم کامپیوتر (علوم تصمیم و دانش) - کارشناسی ارشد مدیریت فناوری اطلاعات در سه گرایش - کارشناسی ارشد مدیریت صنعتی - کارشناسی ارشد -مدیریت کسب و کارMBA گرایش بازاریابی- کارشناسی ارشد مدیریت بازرگانی گرایش بازاریابی - کارشناسی ارشد مدیریت بازرگانی گرایش استراتژیک - کارشناسی ارشد مدیریت بازرگانی گرایش تجارت الکترونیک - کارشناسی ارشد مدیریت بازرگانی گرایش بین‌الملل - کارشناسی ارشد مدیریت بازرگانی گرایش کارآفرینی - کارشناسی ارشد مالی بانکداری - کارشناسی ارشد مدیریت پروژه و ساخت - کارشناسی ارشد مهندسی عمران گرایش مدیریت ساخت- کارشناسی ارشد مهندسی محیط زیست - کارشناسی ارشد مهندسی HSE |                                                   | غیرانتفاعی الکترونیکی |
| مؤسسه آموزش عالی ادیبان                                 | استان سمنان گرمسار                                       | ۱۳۸۵       |              | کارشناسی ارشد برق مخابرات -کارشناسی ارشد برق الکترونیک - کارشناسی مهندسی برق (الکترونیک- مخابرات) - کارشناسی ناپیوسته برق (مخابرات گرایش سوئیچ، قدرت) - کارشناسی پیوسته کامپیوتر نرم‌افزار-سخت‌افزار - کارشناسی پیوسته مهندسی مکانیک - کارشناسی پیوسته ریاضی و آمار |                                                   | |
| مؤسسه آموزش عالی علوم و توسعه آریا                      | استان سمنان گرمسار                                       | ۱۳۹۰       |              | کارشناسی ارشد عمران سازه - مهندسی عمران عمران - مهندسی تکنولوژی عمران عمران - مهندسی تکنولوژی عمران ساختمان - مهندسی تکنولوژی عمران نقشه‌برداری - کاردانی پیوسته کارهای ساختمانی - کاردانی پیوسته کارهای بتنی - مهندس صنایع ایمنی صنعتی و محیط کار - کارشناسی پیوسته معماری شهرسازی - کارشناسی ناپیوسته معماری - کاردانی پیوسته نقشه‌کشی معماری - کاردانی پیوسته کامپیوتر نرم‌افزار |                                                   | |
| مؤسسه آموزش عالی غیرانتفاعی تعالی                       |                                                          |            |              | |                                                   | |
| مؤسسه آموزش عالی طلوع مهر قم                            | استان قم                                                 | ۱۳۹۰       |              | مدیریت امور فرهنگی - مدیریت بیمه - مدیریت بازرگانی - مدیریت صنعتی - حسابداری - علوم قرآن و حدیث - مترجمی زبان انگلیسی |                                                   | |
| دانشکده آمار و انفورماتیک سازمان سنجش آموزش کشور        |                                                          |            |              | |                                                   | |
| دانشگاه ادیان و مذاهب                                   |                                                          |            |              | |                                                   | |
| دانشگاه غیرانتفاعی اندیشه                               | جهرم                                                     |            |              | |                                                   | |
| دانشگاه غیرانتفاعی هیمن                                 | مهاباد                                                   |            |              | | [ پیوند مرده ]                                    | |
| دانشکده اصول الدین                                      |                                                          |            |              | |                                                   | |
| دانشگاه رایانه‌ای تهران                                  |                                                          |            |              | مهندسی فناوری اطلاعات IT |                                                   | |
| دانشکده علوم حدیث                                       |                                                          |            |              | |                                                   | |
| دانشکده معارف قرآنی اصفهان                              |                                                          |            |              | |                                                   | |
| دانشگاه باقرالعلوم                                      |                                                          |            |              | |                                                   | |
| دانشگاه بین‌المللی امام رضا                              |                                                          |            |              | | بایگانی‌شده در ۵ مارس ۲۰۱۸ توسط Wayback Machine    | |
| دانشگاه شیخ بهایی                                       | اصفهان                                                   |            |              | |                                                   | |
| دانشگاه شمال - آمل                                      |                                                          |            |              | |                                                   | شمال ایران آمل |
| مؤسسه آموزش عالی کار خرم دره                            | خرم دره                                                  | ۱۳۷۳       |              | |                                                   | |
| دانشگاه علوم و فنون مازندران                            |                                                          |            |              | |                                                   | |
| دانشگاه علامه محدث نوری                                 | استان مازندران-نور                                       | ۱۳۷۵       | ۴۰۰۰         | رشته‌ها:کامپیوتر (نرم‌افزار و سخت‌افزار)-فناوری اطلاعات-برق-عمران-معماری-مکانیک-صنایع-ICT-مهندسی انرژی-مهندسی پزشکی-مهندسی منابع طبیعی (محیط زیست-جنگلداری-شیلات)-حقوق-حسابداری-علوم اقتصادی-زبان انگلیسی-اقتصاد بازرگانی-مدیریت صنعتی و غیره/مقاطع:کارشناسی ارشد-کارشناسی پیوسته و ناپیوسته-کاردانی |                                                   | داری سه دانشکده فنی و مهندسی-اقتصاد و علوم اداری-منابع طبیعی |
| دانشگاه مفید                                            | قم، بلوار آیت الله صدوقی، میدان مفید.                    | ۱۳۶۸       | ۲۰۰۰         | رشته‌های اقتصاد مالی اسلامی، اقتصاد اسلامی، بانکداری اسلامی، توسعه اقتصادی و برنامه‌ریزی، و همچنین اقتصاد نظری، اقتصاد پولی، اقتصاد بین‌الملل، حقوق بشر، حقوق بین‌الملل، حقوق عمومی، حقوق جزا و جرم‌شناسی، حقوق خصوصی، فلسفه غرب، فلسفه و کلام اسلامی، الهیات و معارف اسلامی، فلسفه و کلام اسلامی، فلسفه دین، فلسفه علم، فلسفه اخلاق، علوم سیاسی، اندیشه سیاسی در اسلام، مطالعات منطقه‌ای، روابط بین‌الملل، ادیان و عرفان، علوم قرآن و حدیث، فقه و مبانی حقوق اسلامی، علوم قرآن و حدیث، فقه و مبانی حقوق اسلامی، و مترجمی زبان انگلیسی |                                                   | در مقطع کارشناسی، کارشناسی ارشد و دکتری |
| مؤسسه آموزش عالی ناصر خسرو- اتوبان ساوه - تهران کیلومتر |                                                          |            | ۱۳۸۷         | مدیریت جهانگردی - مدیریت بیمه - مترجمی زبان انگلیسی - حسابداری - حسابداری صنعتی - مدیریت بازرگانی - نقشه‌کشی معماری - نقاشی - طراحی گرافیک |                                                   | |
| مؤسسه آموزش عالی میزان تبریز                            | استان آذربایجان شرقی                                     | ۱۳۸۹       |              | رشته‌ها:کارشناسی ارشد مدیریت فناوری اطلاعات - حسابداری - مدیریت بازرگانی-مدیریت بیمه و غیره |                                                   | مقاطع:کارشناسی ارشد-کارشناسی پیوسته و ناپیوسته-کاردانی |
| مؤسسه آموزش عالی آرادان                                 |                                                          |            |              | |                                                   | استان سمنان |
| دانشگاه ایوانکی                                         | استان سمنان                                              | ۱۳۸۳       | ۵۰۰۰         | |                                                   | |
| مرکز آموزش عالی شرکت داده پردازی ایران                  |                                                          |            |              | |                                                   | |
| مؤسسه آموزش عالی مولانا (آبیک)                          |                                                          |            |              | |                                                   | |
| مؤسسه آموزش عالی آبا(آبیک)                              |                                                          |            |              | |                                                   | |
| مؤسسه آموزش عالی غیاث الدین جمشید کاشانی(آبیک)          |                                                          |            |              | |                                                   | |
| مؤسسه آموزش عالی آمل - آمل                              |                                                          |            |              | |                                                   | |
| مؤسسه آموزش عالی ادیب مازندران                          |                                                          |            |              | |                                                   | |
| مؤسسه آموزش عالی ادیبان یزد                             |                                                          |            |              | |                                                   | |
| مؤسسه آموزش عالی شرق گلستان                             |                                                          | ۲۰۰۰       |              | |                                                   | |
| مؤسسه آموزش عالی شمس گنبدکاووس                          |                                                          |            |              | |                                                   | |
| مؤسسه آموزش عالی اسرار مشهد                             |                                                          |            |              | |                                                   | |
| مؤسسه آموزش عالی اقبال لاهوری مشهد                      |                                                          |            |              | |                                                   | |
| مؤسسه آموزش عالی باختر ایلام                            |                                                          |            |              | |                                                   | |
| مؤسسه آموزش عالی سفیر دانش ایلام                        |                                                          |            |              | |                                                   | |
| مؤسسه آموزش عالی بعثت کرمان                             |                                                          |            |              | |                                                   | |
| مؤسسه آموزش عالی بهار مشهد                              |                                                          |            |              | | بایگانی‌شده در ۱۱ اکتبر ۲۰۱۷ توسط Wayback Machine  | |
| مؤسسه آموزش عالی پارسا بابلسر                           |                                                          |            |              | |                                                   | |
| مؤسسه آموزش عالی پارسیان                                |                                                          |            |              | |                                                   | |
| مؤسسه آموزش عالی پارس رضوی گناباد                       |                                                          |            |              | |                                                   | |
| مؤسسه آموزش عالی پویا                                   | یاسوج                                                    |            |              | |                                                   | |
| مؤسسه آموزش عالی پیام گلپایگان                          |                                                          |            |              | |                                                   | |
| مؤسسه آموزش عالی تابناک لامرد                           | لامرد                                                    | (۲۰۰۶)۱۳۸۵ | ۲۰۰۰         | مهندسی مکانیک - مهندسی عمران - مهندسی معماری - مهندسی صنایع - حقوق - روان‌شناسی - مدیریت بازرگانی - ایمنی صنعتی و محیط کار - مهندسی برق قدرت - مهندسی اجرایی عمران - مهندسی نرم‌افزار کامپیوتر - مهندسی الکترونیک - مهندسی ساخت و تولید ماشین ابزار - علمی کاربردی معماری - مدیریت بازرگانی - مهندسی ایمنی، بهداشت و محیط زیست (HSE) - مهندسی سیستم‌های برق قدرت - مهندسی عمران سازه - مهندسی معماری - آموزش و بهسازی منابع انسانی |                                                   | فارس |
| مؤسسه آموزش عالی تابران                                 | مشهد                                                     | (۲۰۰۶)۱۳۸۵ | ۲۰۰۰         | آموزش زبان انگلیسی - مترجمی زبان انگلیسی - حسابداری - حسابداری بازرگانی - مدیریت بازرگانی - نقشه‌کشی معماری - امور اداری - امور بانکی - مدیریت خانواده - مربی کودک - |                                                   | خراسان رضوی |
| مؤسسه آموزش عالی توسعه دانش سنندج                       |                                                          |            |              | |                                                   | |
| مؤسسه آموزش عالی ثامن نیشابور                           |                                                          |            |              | |                                                   | |
| مؤسسه آموزش عالی جابر بن حیان-رشت                       |                                                          |            |              | |                                                   | |
| مؤسسه آموزش عالی جامی                                   |                                                          |            |              | |                                                   | |
| مؤسسه آموزش عالی جاوید جیرفت                            |                                                          |            |              | |                                                   | |
| مؤسسه آموزش عالی جهاد دانشگاهی خوزستان                  |                                                          |            |              | |                                                   | |
| مؤسسه آموزش عالی جهاد دانشگاهی استان یزد                |                                                          |            |              | |                                                   | |
| مؤسسه آموزش عالی حکمت قم                                |                                                          |            |              | |                                                   | |
| مؤسسه آموزش عالی خاوران مشهد                            | خراسان رضوی، مشهد مقدس، بزرگراه میثاق، بولوار شهید قنبری | ۱۳۸۴       | ۶۰۰۰         | |                                                   | |
| مؤسسه آموزش عالی خراسان                                 |                                                          |            |              | |                                                   | |
| مؤسسه آموزش عالی خرد گرایان مطهر مشهد                   |                                                          |            |              | |                                                   | |
| دانشگاه خیام مشهد                                       |                                                          |            |              | |                                                   | |
| مؤسسه آموزش عالی دارالعلم یزد                           |                                                          |            |              | |                                                   | |
| مؤسسه آموزش عالی دانش پژوهان                            |                                                          |            |              | | https://daneshpajoohan.ac.ir                      | |
| مؤسسه آموزش عالی دانشوران تبریز                         |                                                          |            |              | |                                                   | |
| مؤسسه آموزش عالی رجا قزوین                              |                                                          |            |              | |                                                   | |
| مؤسسه آموزش عالی رسام                                   |                                                          |            |              | |                                                   | |
| مؤسسه آموزش عالی راه دانش بابل                          |                                                          |            |              | |                                                   | |
| مؤسسه آموزش عالی رشدیه -تبریز                           |                                                          |            |              | | [ پیوند مرده ]                                    | |
| مؤسسه آموزش عالی روزبه زنجان                            |                                                          |            |              | |                                                   | |
| مؤسسه آموزش عالی روزبهان ساری                           |                                                          |            |              | |                                                   | |
| مؤسسه آموزش عالی ساریان ساری                            |                                                          |            |              | |                                                   | |
| مؤسسه آموزش عالی سبلان اردبیل                           |                                                          |            |              | |                                                   | |
| مؤسسه آموزش عالی سبحان نیشابور                          |                                                          |            |              | |                                                   | |
| دانشگاه صنعتی سجاد مشهد                                 |                                                          |            |              | |                                                   | |
| مؤسسه آموزش عالی سبز آمل                                |                                                          |            |              | |                                                   | |
| مؤسسه آموزش عالی سپهر اصفهان                            |                                                          |            |              | |                                                   | |
| مؤسسه آموزش عالی سپاهان اصفهان                          |                                                          |            |              | |                                                   | |
| مؤسسه آموزش عالی سلمان مشهد                             |                                                          |            |              | |                                                   | |
| دانشگاه سوره                                            |                                                          |            |              | |                                                   | |
| مؤسسه آموزش عالی سینا کاشان                             |                                                          |            |              | |                                                   | |
| مؤسسه آموزش عالی شاهرود                                 |                                                          |            |              | |                                                   | |
| مؤسسه آموزش عالی شهاب دانش قم                           | استان قم                                                 | ۱۳۸۵       |              | | بایگانی‌شده در ۷ دسامبر ۲۰۱۸ توسط Wayback Machine  | |
| مؤسسه آموزش عالی شهریار آستارا                          |                                                          |            |              | |                                                   | |
| مؤسسه آموزش عالی شهید اشرفی اصفهانی                     | اصفهان                                                   |            |              | |                                                   | |
| مؤسسه آموزش عالی صدرالمتألهین (صدرا)                    |                                                          |            |              | |                                                   | |
| مؤسسه آموزش عالی                                        | اصفهان                                                   |            |              | | بایگانی‌شده در ۷ اوت ۲۰۲۰ توسط Wayback Machine     | |
| مؤسسه آموزش عالی صنعتی فولاد                            | اصفهان                                                   |            |              | |                                                   | |
| مؤسسه آموزش عالی طبرستان چالوس                          |                                                          |            |              | |                                                   | |
| مؤسسه آموزش عالی پویندگان دانش چالوس                    |                                                          |            |              | |                                                   | |
| مؤسسه آموزش عالی طبری بابل                              |                                                          |            |              | |                                                   | |
| مؤسسه آموزش عالی عبدالرحمان صوفی رازی زنجان             |                                                          |            |              | |                                                   | |
| مؤسسه آموزش عالی عطار مشهد                              |                                                          |            |              | |                                                   | |
| مؤسسه آموزش عالی علامه جعفری رفسنجان                    |                                                          |            |              | |                                                   | |
| مؤسسه آموزش عالی علامه دهخدا قزوین                      |                                                          |            |              | |                                                   | |
| مؤسسه آموزش عالی علامه فیض کاشانی                       |                                                          |            |              | |                                                   | |
| مؤسسه آموزش عالی علوم و فناوری آریان بابل               | استان مازندران - بابل                                    | ۱۳۸۷       | ۲۰۰۰         | |                                                   | |
| مؤسسه آموزش عالی صالحان قایم شهر                        |                                                          |            |              | |                                                   | موسسه آموزش عالی علوم و فناوری آریان (ایرانیکا سابق) در سال ۱۳۸۷ با مجوز شورای گسترش آموزش عالی وزارت علوم، تحقیقات و فناوری تأسیس گردید. هم‌اکنون این مؤسسه با ۱۳۰۰۰ متر زیر بنای آموزشی و پژوهشی مطابق با استانداردهای روز آموزش عالی کشور به عنوان یکی از موسسات آموزش عالی موفق در استان مازندران دارای ۴۱ رشته – مقطع تحصیلی می‌باشد. این رشته‌ها در ۷ گروه آموزشی مهندسی عمران، مهندسی برق و پزشکی، مهندسی نقشه‌برداری، مهندسی معماری، مهندسی مکانیک، مهندسی کامپیوتر و حسابداری در مقاطع کارشناسی ارشد تا کاردانی می‌باشند.                                                               |
| مؤسسه آموزش عالی علوم و فناوری سپاهان                   |                                                          |            |              | |                                                   | |
| مؤسسه آموزش عالی غزالی - قزوین                          |                                                          |            |              | |                                                   | |
| مؤسسه آموزش عالی فردوس                                  |                                                          |            |              | |                                                   | |
| مؤسسه آموزش عالی فنی کرمان                              |                                                          |            |              | |                                                   | |
| مؤسسه آموزش عالی کار                                    |                                                          |            |              | |                                                   | |
| موسسه آموزش عالی کاوش                                   |                                                          |            |              | |                                                   | |
| موسسه آموزش عالی علاءالدوله سمنانی                      |                                                          |            |              | مهندسی عمران، معماری، صنایع، گردشگری |                                                   | |
| مؤسسه آموزش عالی کنسرواتوار تهران                       |                                                          |            |              | |                                                   | |
| مؤسسه آموزش عالی کسری رامسر                             |                                                          |            |              | |                                                   | |
| مؤسسه آموزش عالی کومش سمنان                             |                                                          |            |              | |                                                   | |
| مؤسسه آموزش عالی لامعی گرگانی                           |                                                          |            |              | |                                                   | |
| مؤسسه آموزش عالی مازیار رویان                           |                                                          |            |              | |                                                   | |
| مؤسسه آموزش عالی مهرگان محلات                           |                                                          |            |              | | بایگانی‌شده در ۱۹ ژانویه ۲۰۲۱ توسط Wayback Machine | |
| مؤسسه آموزش عالی مهد علم کاشان                          |                                                          |            |              | |                                                   | |
| مؤسسه آموزش عالی مهر آستان-آستانه اشرفیه-رشت            |                                                          |            |              | |                                                   | |
| مؤسسه آموزش عالی مهر اراک                               |                                                          |            |              | |                                                   | |
| مؤسسه آموزش عالی میرداماد گرگان                         |                                                          |            |              | |                                                   | |
| مؤسسه آموزش عالی نبی اکرم تبریز                         |                                                          |            |              | |                                                   | |
| مؤسسه آموزش عالی نجف آباد                               |                                                          |            |              | |                                                   | |
| مؤسسه آموزش عالی نورطوبی                                |                                                          |            |              | |                                                   | |
| مؤسسه آموزش عالی نهاوند                                 |                                                          |            |              | |                                                   | |
| مؤسسه آموزش عالی هدف -ساری                              |                                                          |            |              | |                                                   | |
| مؤسسه آموزش عالی هرمزان                                 |                                                          |            |              | |                                                   | |
| مؤسسه آموزش عالی هنر کمال الملک نوشهر                   |                                                          |            |              | |                                                   | |
| مؤسسه آموزش عالی دیلمان                                 | لاهیجان                                                  | ۱۳۸۴       | ۱۴۰۰         | ۱۵رشته |                                                   | |
| مؤسسه آموزش عالی غیرانتفاعی کارون                       |                                                          |            |              | |                                                   | |
| مؤسسه آموزش عالی غیرانتفاعی گنجنامه همدان               |                                                          |            |              | | بایگانی‌شده در ۲۵ فوریه ۲۰۲۱ توسط Wayback Machine  | |
| مؤسسه آموزشی و پژوهشی امام خمینی(ره)                    | قم                                                       | ۱۳۷۴       |              | |                                                   | |
| موسسه آموزش عالی ارشاد دماوند (واحد پسران)              | گیلاوند دماوند                                           | ۱۳۷۴       | ۳۲۶۰         | ۱۰رشته: مهندسی صنایع- مهندسی کامپیوتر- مهندسی معماری- حسابداری- حقوق- مدیریت بازرگانی- مدیریت صنعتی- علوم ورزشی- مترجمی زبان -ادبیات زبان انگلیسی) |                                                   | |
| موسسه آموزش عالی ارشاد دماوند (واحد دختران)             | خیابان انقلاب تهران                                      | ۱۳۷۴       | ۵۱۷۷         | ۱۰رشته:مهندسی صنایع- مهندسی کامپیوتر- مهندسی معماری- حسابداری- حقوق- مدیریت بازرگانی- مدیریت صنعتی- علوم ورزشی- مترجمی زبان -ادبیات زبان انگلیسی) |                                                   | |
| موسسه آموزش عالی سراج                                   | تبریز                                                    | ۱۳۸۴       | ۴۰۰۰         | | seraj.ac.ir                                       | |
|                                                         |                                                          |            |              | |                                                   | |

### دانشکده‌ها، مراکز و مجتمع‌های آموزش عالی غیرانتفاعی
دانشگاه خصوصی برخلاف دانشگاه عمومی، معمولاً هیچگونه کمک‌های مالی از طریق دولت یا سازمان‌های وابسته به دولت برای امور اداری و زیربنایی دریافت نمی‌کند و تنها به وسیلهٔ بخش خصوصی تأمین اعتبار می‌گردد.
| نام دانشگاه                         | مکان                                     | تأسیس | تعداد دانشجو | رشته‌ها | نشانی وبگاه         | توضیحات |
| مؤسسه آموزش عالی راهبرد شمال رشت    | رشت بلوار لاکان ۵۰۰ متر بعد از پل طالشان | ۱۳۸۶  |              | روان‌شناسی، مدیریت بازرگانی، مدیریت فناوری اطلاعات، مدیریت صنعتی، مهندسی عمران، مهندسی کامپیوتر، مدیریت بازرگانی، مدیریت جهان گردی،کامپیوتر-نرم‌افزار کامپیوتر، نقشه‌کشی معماری-معماری، حسابداری بازرگانی-حسابداری، مهندسی تکنولوژی نرم‌افزار کامپیوتر، مدیریت بیمه، مدیریت مالی، مدیریت امور بانکی و … |                     | در طرح رتبه‌بندی علمی-آموزشی دانشگاه‌ها و موسسات آموزش عالی غیردولتی کشور از طرف وزارت علوم، تحقیقات و فناوری در رتبه «سطح اول» قرار دارد |
| دانشکده ریاضی و کامپیوتر خوانسار    | کیلومتر پنجم جادهٔ خوانسار به اصفهان      | ۱۳۷۴  | ۴۵۰          | ریاضیات و کاربردها - آمار و کاربردها - علوم کامپیوتر |                     | در افق کوتاه مدت، این دانشکده در نظر دارد تا با ارتقای خویش، به دانشگاه خوانسار، مبدل گردد                                              |
| دانشکده فنی و مهندسی گلپایگان       |                                          | ۱۳۷۹  |              | |                     | |
| دانشکده کشاورزی شیروان              |                                          | ۱۳۶۲  |              | |                     | |
| دانشکده کشاورزی و دامپروری تربت جام | تربت جام بلوار امام خمینی                | ۱۳۸۹  | ۸۰۰          | | [Tjamcaas.ac.ir]    | |
| دانشکده کشاورزی و منابع طبیعی داراب |                                          | ۱۳۶۷  |              | |                     | |
| مجتمع آموزش عالی اسفراین            |                                          | ۱۳۹۰  |              | |                     | |
| مجتمع آموزش عالی بم                 |                                          |       |              | |                     | |
| مجتمع آموزش عالی سراوان             |                                          | ۱۳۸۴  |              | |                     | اقتصاد کشاورزی، گیاه‌پزشکی، تکنولوژی تولیدات گیاهی، ترویج و آموزش کشاورزی، گیاهان دارویی، گیاهان دارویی                                  |
| مجتمع آموزش عالی لارستان            |                                          | ۱۳۹۲  |              | مهندسی شیمی، صنایع، شهرسازی، کامپیوتر، مکانیک، برق |                     | |
| مجتمع آموزش عالی گناباد             |                                          | ۱۳۸۹  |              | |                     | |
| مرکز آموزش عالی استهبان             |                                          |       |              | | [estahbanihe.ac.ir] | |
| مرکز آموزش عالی اقلید               | فارس، اقلید، خیابان حافظ                 | ۱۳۹۰  | ۸۰۰          | مهندسی برق، مهندسی منابع طبیعی، ریاضیات و کاربردها، آمار، فیزیک، علوم قرآن و حدیث، روان‌شناسی، زبان و ادبیات فارسی | http://eghlid.ac.ir | |
| مرکز آموزش عالی کاشمر               |                                          | ۱۳۹۰  |              | |                     | |
| مرکز آموزش عالی لامرد               |                                          |       |              | |                     | |
| مرکز آموزش عالی محلات               |                                          | ۱۳۹۱  |              | | [mahallat.ac.ir]    | |
| مرکز آموزش عالی ممسنی               |                                          | ۱۳۹۰  |              | کاربرد کامپیوتر-نقشه‌برداری |                     | |

## دانشگاه‌های نیمه‌وقت
در حال حاضر در ایران، دانشگاه پیام نور ارائه دهنده این نوع سامانه آموزشی است.

### دانشگاه پیام نور
دانشگاه‌های پیام نور نیز از جمله دانشگاه‌های دولتی هستند و زیر نظر وزارت علوم، تحقیقات و فناوری می‌باشند ولی سامانه آموزشی آن با سایر دانشگاه‌های دولتی متفاوت است و برمبنای آموزش نیمه حضوری استوار است. تحصیل در این دانشگاه مستلزم پرداخت شهریه (کمتر از تمام دانشگاه‌های کشور به دلیل دولتی بودن) می‌باشد.
| نام دانشگاه                       | مکان       | تأسیس | تعداد دانشجو | رشته‌ها | نشانی وبگاه                                                          | توضیحات |
| دانشگاه پیام نور (سازمان مرکزی)   |            |       |              | |                                                                      |         |
| دانشگاه پیام نور ممقان            | ممقان      | ۱۳۸۶  | ۱۲۰۰۰نفر     | ۲۰رشته |                                                                      |         |
| دانشگاه پیام نور الوند            | الوند      | ۱۳۸۶  | ۱۰۰۰نفر      | ۱۰رشته |                                                                      | قزوین   |
| دانشگاه پیام نور بجنورد           | بجنورد     | ۱۳۶۸  | ۳۰۰۰ نفر     | ۸۷ رشته | http://bojnurd.pnu.ac.ir                                             |         |
| دانشگاه پیام نور قم               | قم         | ۱۳۷۶  | ۱۷۰۰۰نفر     | ۷۸رشته |                                                                      |         |
| دانشگاه پیام نور بوشهر            | بوشهر      | ۱۳۷۰  | ۸۰۰۰نفر      | ۶۶رشته |                                                                      |         |
| دانشگاه پیام نور برازجان          | برازجان    |       |              | |                                                                      |         |
| دانشگاه پیام نور پل سفید          | پل سفید    |       |              | |                                                                      |         |
| دانشگاه پیام نور تهران غرب        |            |       |              | |                                                                      |         |
| دانشگاه پیام نور کنگان            | کنگان      |       |              | |                                                                      |         |
| دانشگاه پیام نور گناوه            | بندر گناوه |       |              | |                                                                      |         |
| دانشگاه پیام نور دیر              |            |       |              | |                                                                      |         |
| دانشگاه پیام نور جم               | جم         |       |              | |                                                                      |         |
| دانشگاه بین‌المللی پیام نور عسلویه | عسلویه     |       |              | |                                                                      |         |
| دانشگاه پیام نور خورموج           |            |       |              | |                                                                      |         |
| دانشگاه پیام نور اهرم             |            |       |              | |                                                                      |         |
| دانشگاه پیام نور شبانکاره         |            |       |              | |                                                                      |         |
| دانشگاه پیام نور اِوَز              |            |       |              | |                                                                      |         |
| دانشگاه پیام نور اقلید            |            |       |              | |                                                                      |         |
| دانشگاه پیام نور ابهر             |            |       |              | |                                                                      |         |
| دانشگاه پیام نور اردبیل           |            |       |              | |                                                                      |         |
| دانشگاه پیام نور جهرم             |            |       |              | |                                                                      |         |
| دانشگاه پیام نور اردکان           |            |       |              | |                                                                      |         |
| دانشگاه پیام نور اسفراین          |            |       |              | | [ پیوند مرده ]                                                       |         |
| دانشگاه پیام نور ایلام            |            |       |              | |                                                                      | ایلام   |
| دانشگاه پیام نور بردسکن           | بردسکن     |       |              | مهندسی فناوری اطلاعات، مهندسی کامپیوتر (نرم‌افزار)، کارشناسی علوم تربیتی (مدیریت برنامه‌ریزی)، کارشناسی مشاوره، علوم تربیتی (آموزش و پرورش پیش دبستانی و دبستانی)   |                                                                      |         |
| دانشگاه پیام نور بوانات           |            |       |              | |                                                                      |         |
| دانشگاه پیام نور بیرجند           |            |       |              | |                                                                      |         |
| دانشگاه پیام نور تبریز            |            |       |              | |                                                                      |         |
| دانشگاه پیام نور تربت حیدریه      |            |       |              | |                                                                      |         |
| دانشگاه پیام نور خرمدره           |            |       |              | |                                                                      |         |
| دانشگاه پیام نور جیرفت            |            |       |              | |                                                                      |         |
| دانشگاه پیام نور خوانسار          |            |       |              | |                                                                      |         |
| دانشگاه پیام نور دزفول            |            |       |              | |                                                                      |         |
| دانشگاه پیام نور دهلران           |            |       |              | |                                                                      |         |
| دانشگاه پیام نور رامیان           |            |       |              | |                                                                      |         |
| دانشگاه پیام نور زنجان            |            |       |              | |                                                                      |         |
| دانشگاه پیام نور سبزوار           |            |       |              | |                                                                      |         |
| دانشگاه پیام نور ساوه             |            |       |              | |                                                                      |         |
| دانشگاه پیام نور سروستان          |            |       |              | |                                                                      |         |
| دانشگاه پیام نور سمیرم            |            |       |              | |                                                                      |         |
| دانشگاه پیام نور سلطانیه          | زنجان      |       |              | |                                                                      |         |
| دانشگاه پیام نور شبستر            |            |       |              | |                                                                      |         |
| دانشگاه پیام نور شهریار           |            |       |              | |                                                                      |         |
| دانشگاه پیام نور شیراز            |            |       |              | |                                                                      |         |
| دانشگاه پیام نور کازرون           |            |       |              | |                                                                      |         |
| دانشگاه پیام نور طارم زنجان       |            |       |              | |                                                                      |         |
| دانشگاه پیام نور فیروزآباد        |            |       |              | |                                                                      |         |
| دانشگاه پیام نور قزوین            |            |       |              | |                                                                      |         |
| دانشگاه پیام نور قم               |            |       |              | |                                                                      |         |
| دانشگاه پیام نور کرج              |            |       |              | |                                                                      |         |
| دانشگاه پیام نور گرگان            |            |       |              | |                                                                      |         |
| دانشگاه پیام نور گرمسار           |            |       |              | |                                                                      |         |
| دانشگاه پیام نور گلپایگان         |            |       |              | |                                                                      |         |
| دانشگاه پیام نور گناباد           |            |       |              | |                                                                      |         |
| دانشگاه پیام نور گنبد             |            |       |              | |                                                                      |         |
| دانشگاه پیام نور لالجین           |            |       |              | |                                                                      |         |
| دانشگاه پیام نور واحد مهدی‌شهر     | مهدیشهر    |       |              | |                                                                      |         |
| دانشگاه پیام نور نیشابور          |            |       |              | |                                                                      |         |
| دانشگاه پیام نور مشهد             |            |       |              | | بایگانی‌شده در ۲۷ سپتامبر ۲۰۲۰ توسط Wayback Machine                   |         |
| دانشگاه پیام نور نجف‌آباد          |            |       |              | |                                                                      |         |
| دانشگاه پیام نور هشترود           |            |       |              | مدیریت صنعتی، مدیریت دولتی، مدیریت بازرگانی، مدیریت جهان گردی، حسابداری، اقتصاد، زیست، جغرافیا، فیزیک هسته‌ای، حقوق، ریاضی کاربردی، علوم سیاسی، روان‌شناسی،کامپیوتر |                                                                      |         |
| دانشگاه پیام نور رودهن            |            |       |              | |                                                                      |         |
| دانشگاه پیام نور ساری             |            |       |              | |                                                                      |         |
| دانشگاه پیام نور شوش              |            |       |              | |                                                                      |         |
| دانشگاه پیام نور دهدشت            |            |       |              | |                                                                      |         |
| دانشگاه پیام نور رینه             |            |       |              | | بایگانی‌شده در ۲۰ اکتبر ۲۰۲۰ توسط Wayback Machine                     |         |
| دانشگاه پیام نور آمل              |            |       |              | |                                                                      |         |
| دانشگاه پیام نور بانه             |            |       |              | |                                                                      |         |
| دانشگاه پیام نور طالقان           |            |       |              | | [ پیوند مرده ]                                                       |         |
| دانشگاه پیام نور کامیاران         |            |       |              | | https://web.archive.org/web/20180612141605/http://kamyaranpnu.ac.ir/ |         |